# 예수
예수(히브리어: יֵשׁוּע 예슈, 히브리어: יֵשׁוּעַ 예슈아, 고대 그리스어: Ἰησοῦς 이에수스[*], 기원전 4년경 ~ 기원후 33년경)는 예수 그리스도, 나사렛 예수, 야소 등 다양한 이름과 칭호로 불리며, 서기 1세기 갈릴래아의 나자렛 출신 유대인 설교자이며 종교 지도자로서 기독교 창시자이며 신앙의 대상이다. 세계 최대 종교인 기독교의 중심 인물로, 대부분의 기독교 교파는 예수를 야훼의 아들로서의 성육신이자, 구약성경에서 예언된 다윗 왕의 후손으로서 메시아(그리스도)로 믿는다.
오늘날 대부분의 고대 역사학자들은 예수의 역사적 실존을 인정한다. 예수의 생애에 대한 기록은 신약성경의 4대 정경 복음서에 주로 담겨 있다. 복음서의 역사적 신뢰성과 예수의 실제 모습에 대한 학문적 논의는 다양한데, 예수의 생애에 대한 기록이 복음서 이외에 존재하지 않으므로, 복음서의 역사적 신뢰성과 더불어 성경에 묘사된 예수가 역사적 예수를 적절히 반영하는지 여부에 대해서는 약간의 불확실성이 존재한다.
복음서에 묘사된 것에 의하면, 예수는 8일째에 할례를 받았으며, 젊은 시절 세례자 요한에게 세례를 받았다. 이후 광야에서 40일 밤낮으로 금식한 후, 자신의 공생애 사역을 시작했다. 이후 율법을 신적 권위로 해석한 떠돌이 교사로 활동하였는데 종종 랍비로 불렸다. 예수는 야훼를 따르는 방식에 대해 유대인들과 토론하고, 병자를 치유하며, 비유로 가르치고, 제자들을 모았다. 특히 열두 제자를 그의 사도로 임명했다. 이후 예루살렘에서 체포되어 유대 종교 지도자들에 의해 재판을 받은 후 로마 정부에 넘겨졌고, 유대 총독 폰티우스 필라투스의 명령으로 십자가에 못 박혀 처형되었다. 예수의 죽음 이후, 그의 제자들은 예수가 죽음에서 부활했다고 확신하게 되었으며, 그의 승천 이후 제자들이 형성한 공동체는 초기 기독교 교회로 발전했다. 이 공동체는 전 세계로 확장되어 현재의 기독교로 성장했다. 예수의 가르침과 생애에 대한 기록은 초기에는 구전 전승으로 보존되었는데, 이것이 복음서의 서면 기록의 기반이 된 것으로 추정된다.
기독교는 예수가 성령에 의해 잉태되었고 동정녀 마리아에게서 태어났으며, 기적을 행하고 기독교 교회를 세웠으며, 인류의 죄를 속죄하기 위해 십자가에 못 박혀 희생되었다는 기독교 신학을 따른다. 또한 예수가 죽음에서 부활하고 승천했으며, 하늘에서 다시 돌아와 산 자와 죽은 자를 심판할 것이라고 본다. 일반적으로 기독교인들은 예수가 사람들을 하나님과 화해(화목)하게 하는 존재로 믿으며, 니케아 신경에서는 예수가 산 자와 죽은 자를 심판할 것으로 보는데 이는 그의 재림과 관련된 기독교 종말론과 연결된다. 기독교 신앙에서 대다수는 예수를 삼위일체의 제2위격인 성자로서 숭배한다. 예수의 탄생은 매년 12월 25일 크리스마스로 기념되며, 그의 십자가형은 성금요일에, 그의 부활은 부활절 일요일에 기념된다. 세계적으로 가장 널리 사용되는 달력 체계인 서력 기원은 예수의 대략적인 탄생 시기를 기준으로 한다.
이슬람에서 예수는 메시아이자 알라의 예언자로 간주되며, 이스라엘 민족에게 보내진 존재로 여겨진다. 무슬림들은 예수가 동정녀 마리아에게서 태어났다고 믿지만, 그를 알라나 알라의 아들로 보지 않는다. 대부분의 무슬림은 예수가 십자가에 못 박히지 않았고, 알라에 의해 살아있는 상태로 하늘로 올려졌다고 믿는다. 이슬람에서는 예수가 심판의 날 전에 다시 돌아올 것으로 여긴다. 바하이 신앙, 드루즈 신앙, 라스타파리 운동에서도 예수를 특별하고 존경받는 존재로 여기지만, 각 신앙에서의 해석은 다르다. 반면 유대교는 예수가 구약성경에서 예언된 메시아가 아니며, 그가 메시아라면 성취했어야 할 예언을 이루지 못했다고 주장한다. 유대교는 예수가 신성하거나 부활했다고 믿지 않는다.

## 예수의 권위

### 유대교의 랍비
예수는 베들레헴에서 태어난 유대인으로, 세례 요한으로부터 세례를 받고 자신만의 공생애를 시작했다. 예수는 구전 복음을 전했으며 "랍비"라고 자주 불렸다. 예수는 신을 청종하는 방법에 대해 유대인들과 토론했고 비화를 가르쳤으며 지지자들을 모았다. 예수는 산헤드린에 체포되어 재판을 받았고 로마 정부에 인도되어 유대인 군중이 거세게 압박하는 가운데 유대 총독 폰티우스 필라투스의 명령으로 십자가형을 당했다. 예수의 죽음 이후 예수의 지지자들은 예수가 죽음에서 부활했다고 믿었고 지지자들이 형성한 공동체는 초기 기독교가 되었다.

### 기독교의 신
기독교는 "예수는 성자이자 동정녀 성모 마리아에서 나왔고, 기적을 행하는 동시에 교회를 창립해 인간을 구원하며, 인간을 속죄하기 위해 십자가형을 받아 죽었다가 부활해서 천국으로 간 뒤 언젠가 재림할 것"을 교리로 삼고 있다. 니케아 신경은 예수가 살아있을 때나 죽은 이후에도 삶과 죽음을 판단한다고 믿고 있다. 기독교는 예수를 신이자 인간인 동시에 신의 아들인 존재로 믿고 삼위일체 중 제2위격인 성자로 보고 있다.

### 서구권 달력의 기원
예수의 탄생일은 정확한 날짜를 알 수 없으나 에보디우스나 알렉산드로스, 아우구스티누스와 같은 기독교의 초기 주교들이 예수의 탄생일로 언급한 12월 25일을 기독교 문화권을 중심으로 크리스마스로 기념하고 있으며, 예수의 희생은 성금요일로, 예수의 부활은 부활절로 기린다. 오늘날 세계 각국이 공통적으로 사용하는 연호인 서력기원은 예수가 태어난 해로 추정되는 시점을 기원으로 하며, 예수가 태어나기 이전은 기원전이라고 한다. 대한민국은 1962년 1월 1일부터 서력기원을 사용하고 있다.

### 이슬람교의 예언자
예수는 기독교 이외의 종교에서도 찾아볼 수 있다. 이슬람교 속 예수는 이사 이븐 마리암이라는 이름으로 불리고 있으며, 신의 중요한 예언자이자 메시아로 여겨진다. 무슬림도 예수가 처녀로부터 태어났다고 보지만 신이나 신의 아들로 여기지는 않는다. 쿠란에서는 예수가 신성하다고 주장한 적이 없음을 기록했다. 대부분의 무슬림들은 예수가 십자가형을 당했다는 것을 믿지 않지만, 예수의 육체가 신에 의해 천국으로 올라갔다고 믿는다. 대조적으로 유대교에서는 예수가 유대인들이 기다리던 메시아라는 믿음을 거부하며 메시아의 조건을 충족하지 못했다 여기고, 그의 신성성이나 부활 또한 믿지 않는다. 그러나 기독교도들과의 관계에 따라 예수의 평가가 조금 달라지기도 하는데 레콩키스타 당시 강제 개종을 경험했다가 오스만 제국으로 망명한 무슬림들은 예수에 반감을 품고 그 대신 무함마드의 역할을 확대하는 경햠이 있었다고 한다.

## 어원

맨 위 왼쪽부터 차례로 아람어, 히브리어, 그리스어, 라틴어, 영어로 적은 예수의 이름.

헬라어 이름인 예수스는 히브리어 여호수아(히브리어: יהושוע, Jehoshua)의 축약형인 예슈아(히브리어: יושוע, Jeshua)를 코이네 그리스어로 옮긴 말이다. 여호수아(Jehoshua)의 어원은 접두어 여(Je-)(히브리어: יהוה, JHVH/YHWH:Jahveh 야훼)와 호세아(히브리어: הושע, hoshea, 구원, 구세를 의미)를 덧붙여 이루어진 이름이다. 역사적 실존 인물로 예수를 가리킬 때에는 흔히 예수 그리스도가 자란 고장의 이름을 덧붙여서 "나자렛(Nazareth) 예수"로 부른다. 신약성서에서는 예수의 부모의 이름을 앞에 붙여 부르기도 한다: 이를테면 "요셉의 아들 예수"(루가 복음 2:21), 나사렛의 예수(요한 복음서 1:45) 또는 성모 마리아의 아들 예수(마르코 복음 6:3, 마태오 복음 13:55)
중동아시아 문화권에서는 이름에 아버지의 이름이 들어가므로 성경에 나오는 '요셉의 아들 예수'(ישוע בן יוסף | 예수아 벤 요세프)은 정식 성명이다. 쿠란에 기록된 예수의 아랍어식 이름은 '이사 빈 요세프'이다.
예수에게 따라 붙는 그리스도라는 낱말은 "기름을 부은"이라는 뜻의 고대 그리스어: Χριστός 크리스토스[*]에서 유래한 것이다. 크리스토스는 흔히 '메시아'로 표기하는 "히브리어: מָשִׁיהַ 마쉬아흐"를 번역한 것이다. "기름 부음을 받은 사람"이라는 뜻은 유대인의 종교적 예법에 따르면 드높은 사람, 다시 말해 왕이나 예언자, 사제, 메시아에게 주어지는 것이므로 예수 그리스도라는 이름은 메시아 예수라고 풀 수 있다. 성경과 여러 기록에 따르면 그 뒤로 예수는 많은 추종자들에게 가르침을 주고 이적을 보이며, 로마 제국의 십자가에 못 박혀 사망한 뒤 사흘 만에 부활한다.

## 생애

### 주요 자료 - 정경 복음서
정경 복음서(마태오, 마르코, 루가, 요한)는 예수의 생애와 메시지를 이해하는 데 가장 중요한 자료다. 그러나 복음서만 예수의 생애를 언급하는 것은 아니다. 신약성경의 다른 부분들도 예수의 생애의 주요 사건을 언급하고 있다. 예를 들어, 고린토인들에게 보낸 첫째 편지 11장 23~26절은 최후의 만찬에 대해 기록하고 있으며, 사도행전은 예수의 초기 사역과 세례자 요한이 그 사역을 예고했음을 언급한다. 또한, 사도행전 1장 1~11절은 정경 복음서보다 예수의 승천에 대해 더 상세히 서술하고 있다. 복음서보다 먼저 기록된 바울로 서신들, 특히 그중에서도 바울로의 저작임에 논쟁이 없는 서신들에서도 예수의 어록과 가르침이 여러 차례 인용된다.
초기 기독교의 일부 집단은 신약성경에 포함되지 않은 예수의 생애와 가르침에 대한 별도의 기록들을 가지고 있었다. 이러한 기록들에는 토마의 복음서, 베드로의 복음서, 유다의 복음서, 야고보 비문 등이 포함되며, 이 외에도 많은 신약 외경 문서가 있다. 그러나 대부분의 학자들은 이러한 문서가 훨씬 나중에 작성되었으며, 정경 복음서보다 신뢰성이 낮은 기록이라고 결론짓는다.

#### 저작성, 작성연대, 신뢰성
정경 복음서는 서로 다른 저자에 의해 기록된 네 개의 복음서로, 각각 전통적으로 예수와 가까운 연관이 있는 네 명의 복음사가에게 귀속된다. 마르코는 베드로의 동료였던 요한 마르코로, 마태오는 예수의 제자 중 한 명으로, 루가는 바울로의 동료로 여러 서신서에서 언급된 인물로, 요한은 예수의 제자이자 "예수가 사랑한 제자"로 전해진다.
마르코 우선설(Marcan Priority)에 따르면, 네 복음서 중 가장 먼저 쓰인 것은 마르코의 것으로, 대략 서기 60~75년경에 작성되었다. 그 뒤를 이어 마태오(65~85년경), 루가(65~95년경), 그리고 요한의 복음서(75~100년경)가 작성되었다고 본다. 그러나 예수의 언행이 한 세대 또는 두 세대 동안 구전 과정을 거쳐 기록되었다고 보기도 한다. 학계에서는 마태오와 루가가 마르코의 것을 인용했다고 보며, 마르코에는 없는 내용을 공유하고 있는 점에 근거해 두 복음서가 보통 "Q 자료"라고 불리는 또다른 자료를 사용했을 가능성이 있다고 본다.
복음서를 연구하는 중요한 측면 중 하나는 복음서가 속하는 문학 장르이다. 장르는 "글쓰기와 해석을 안내하는 중요한 관습"이며, 복음서 저자들이 소설, 신화, 역사서, 또는 전기 중 어떤 것을 쓰려고 했는지에 따라 복음서의 해석 방식이 크게 달라진다. 최근 연구에 따르면 복음서는 고대 전기의 범주에 속한다고 보아야 한다는 주장이 제기되고 있다. 비판적인 시각도 존재하지만, 복음서를 고대 전기의 한 유형으로 간주하는 것이 오늘날 학계의 대체적인 합의이다.
복음서의 정확성에 관한 견해는 예수의 생애를 오류 없이 기술한 것으로 보는 입장에서부터, 복음서가 역사적으로 신뢰할 수 없다는 의견, 그리고 복음서가 예수의 생애에 대해 기본적인 사실 이상의 정보를 제공하지 않는다고 보는 시각까지 다양하다. 학문적 합의에 따르면, 요한의 것을 제외한 공관복음서는 예수에 대한 정보를 제공하는 가장 신뢰할 수 있는 자료로 여겨진다.

#### 복음서간 비교
마태오, 마르코, 루가의 복음서는 공관복음서라고 불린다. 이들 복음서는 내용, 이야기 전개, 언어, 문단 구조 등이 유사하여 여러 평행본문이 존재한다. 반면 요한복음은 공관복음서와 직접적인 문학적 연관성이 없다는 것이 학자들의 일반적 동의이다. 공관복음서와 요한복음은 예수의 세례, 변모, 십자가형, 제자들과의 상호작용 등 주요 사건들을 공유하지만, 변모 사건이나 예수의 귀신 축출과 같은 일부 사건은 요한복음에 나타나지 않는다. 또한 성전 정화 사건과 같은 일부 사건의 서술 방식도 차이를 보인다.
마르코의 복음서는 예수를 하나님의 아들이자 하나님의 나라가 임했음을 보여주는 기적의 수행자로 묘사하며, 그의 가르침보다는 활동에 초점을 맞춘다. 또한 예수는 하나님과 인간 모두를 섬기는 종으로 묘사된다. 마태오의 복음서는 예수를 구약의 예언 성취자이자 교회의 주님으로 강조하며, 다윗의 자손, 왕, 그리고 메시아로 묘사한다. 유대 전통과 율법에 대한 연계성을 중요시하며, 구약 성경 인용이 많다. 루가복음은 예수를 신성과 인성을 지닌 구세주로 그리고, 가난하고 소외된 자들에게 연민을 보이는 존재로 묘사한다. 그는 죄인들과 소외된 자들의 친구이자 잃어버린 자들을 찾아 구원하러 온 존재로 강조되며, 선한 사마리아인과 탕자의 비유와 같은 유명한 이야기가 포함되어 있다.
요한의 복음서 서문은 예수를 하나님의 말씀(로고스, Logos)이 성육신한 존재로 묘사한다. 여기서 로고스로서 예수는 하나님과 영원히 함께 있었고, 모든 창조에 관여했으며, 인류의 도덕적이고 영적인 본성의 근원이 된 것으로 묘사된다. 예수는 단순히 과거의 인간 예언자들보다 위대한 존재일 뿐만 아니라, 어떤 예언자도 이를 능가할 수 없는 존재로 그려진다. 그는 하나님의 말씀을 전할 뿐 아니라, 하나님의 말씀 자체로 제시된다. 요한복음에서 예수는 공적으로 자신의 신적 역할을 드러내며, 생명의 빵, 세상의 빛, 참 포도나무 등으로 묘사된다.

신약성경의 저자들은 예수의 생애를 절대적인 연대기적 순서로 기록하거나, 당대의 세속적 역사와 조화를 이루게 하려는 관심을 거의 보이지 않았다. 요한 21장 25절에서도 언급되었듯이, 복음서는 예수의 생애 사건들을 모두 포괄적으로 기록하려는 의도를 갖고 있지 않았다. 복음서는 초기 기독교의 신학적 맥락에서 작성된 문서로, 시간적 순서나 정확한 연대기는 부차적인 요소였다. 이와 관련하여, 복음서가 예루살렘에서 보낸 예수의 마지막 한 주, 즉 수난 사건(Passion)에 전체 텍스트의 약 3분의 1을 할애했다는 점은 주목할 만하다. 복음서는 현대 역사학자들이 요구하는 정확한 날짜나 세부 사항을 제공하지 않지만, 이를 통해 예수의 생애에 대한 대략적인 그림을 그리는 것은 가능하다.

천사 가브리엘이 동정 마리아에게 예수를 낳을 것임을 알리는 장면, 성모영보를 그린 그림

### 출생 시기
'기원후'의 의미로 사용하는 'A.D.(Anno Domini)'는 예수 출생 이후 시대를 의미한다. 'B.C.'와 'A.D.' 구분은 6세기 경 신학자 디오니시우스 엑시구스(Dionysius Exiguus)가 부활절 날짜를 계산하면서 사용한 방법이 이후 그레고리력과 율리우스력에 반영된 것으로, 이때에 계산한 예수 그리스도 탄생 연대 기준이 오늘날까지 쓰이지만, 예수가 태어난 해는 기원후 1년이 아니라는 것이 학계의 전반적인 입장이다.
예수 그리스도는 팔레스타인 북부에 위치한 갈릴래아 지방의 나자렛이라는 시골 출신이었으므로 그 출생에 관한 정확한 역사적 기록은 드물다. 오늘날 복음서 기록을 바탕으로 예수 그리스도의 출생일과 태어난 장소를 미루어 짐작하고 있으며, 학자들은 대체로 예수가 기원전 2년에서 4년 경에 태어났다고 추정한다.
마태오의 복음서 2장 1절부터 16절에는 예수가 태어난 해에 하늘에 '동방의 별'이 나타나고 헤로데 왕이 2세 미만의 갓난 사내아이들을 살해하도록 명을 내려 그 가족이 이집트로 피신하는 내용이, 루가의 복음서 2장 1절과 2절에는 아우구스투스가 호적을 명하여 요셉이 나자렛에서 베들레헴을 찾는 내용이 실려 있다.
루가복음에 언급된 인구 조사는 기원전 4년 경에 이루어졌다는 견해와 기원후 6년 경에 이루어졌다는 견해가 상존한다. 누가는 루가의 복음서 2장 1절부터 7절에서 예수의 탄생 시점에 로마 제국의 초대 황제 아우구스투스의 명에 따라 팔레스타인 지방에서 인구 조사가 실시되었으며 당시 시리아 지방의 총독이 퀴리니우스(퀴리뇨, Quirinius)였다고 기록하고 있다. 퀴리니우스는 1764년에 로마에서 발견된 비문에 기원전의 퀴리니우스 총독을 언급한 것을 근거로 볼 때 기원전 4년 경 총독이었다는 것이 역사적 사실이라는 견해가 존재한다. 따라서 대체적으로 예수는 기원전 2년에서 4년 경에 출생한 것으로 간주된다.

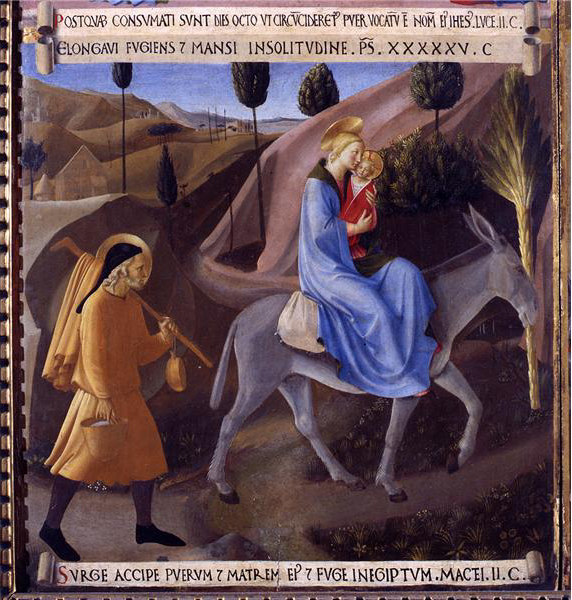
이집트 피난 장면

'동방의 별'은 이후 '베들레헴의 별'로 알려졌다. 17세기 독일의 천문학자 요하네스 케플러는 이를 800년 주기로 목성과 토성이 분점에 대해 같은 위치에 놓이는 현상과 연관된 것으로 주장하였고, 이로부터 그 시기를 기원전 7년으로 추측하였다.

### 출생 장소

신약성경 시대의 팔레스타인 지방

예수 그리스도의 출생지는 루가의 복음서과 마태오의 복음서에 기록된 바와 같이 베들레헴이지만, 부모인 요셉과 마리아의 고향인 나자렛에서 성장하였다. 마르코의 복음서과 요한의 복음서에 언급된 바와 같이 당시 사람들에게 '나자렛 예수'로 불리었던 이유는 부모인 요셉과 마리아가 나자렛에 있을 때 임신했으며, 베들레헴에서 출생후 다시 나자렛으로 돌아와서 성인이 될 때까지 성장하고 생활했기 때문이다.
구유에서의 출생 이야기는 오로지 루가의 복음서에만 기록되어 있는데, 베들레헴의 구유에서 예수가 태어나게 된 이유를 루가는 인구조사 때문에 예수의 가족이 고향 갈릴래아 지방의 나자렛이라는 마을을 떠나 팔레스타인의 남쪽 지방인 유다의 예루살렘 가까이에 있는 베들레헴으로 갔다고 말하고 있다. 그 까닭은 나자렛의 요셉과 예수의 어머니 성모 마리아가 다윗 왕의 후손이기 때문에 다윗 왕의 고향인 베들레헴에서 호구 등록을 하기 위해서였다고 한다.
마태오는 메시아가 다윗의 고향인 베들레헴에서 태어나리라는 미가서와 이사야서의 예언대로 예수가 베들레헴에서 태어난 것이며, 이후 예수의 가족은 헤로데스 1세의 위협을 피해 이집트로 가서 살다가 흔히 헤로데 대왕이라고 부르는 헤로데 1세가 죽었다는 소식을 듣고 베들레헴이 아니라 나자렛으로 돌아와 그 곳에서 살았다고 기록하고 있다. 따라서 누가는 어떻게 베들레헴에 가게 되었는지의 과정을 설명한 것이고, 마태오는 그것이 바로 예언의 성취라는 점에 초점을 맞추고 추가 설명을 한 것이므로 모두 일치된 기록이라는 해석이 보편적이다.

### 공생애 이전

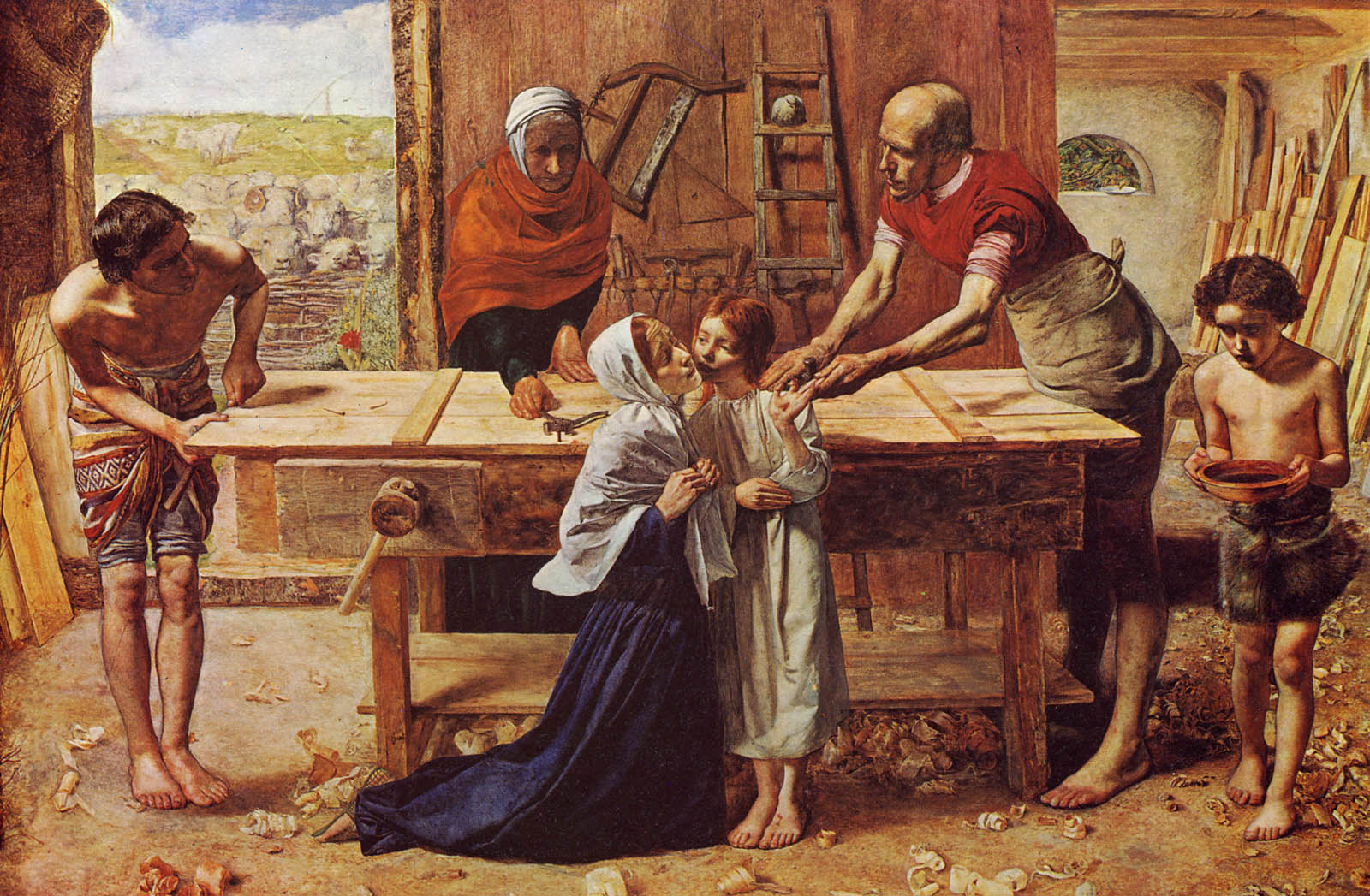
1850년 그림, 예수와 그분의 가족들

#### 가계
예수 가계에 관한 기록은 마태오의 복음서와 루가의 복음서에 남아 있다. 두 복음서 기록에 따르면, 예수는 나자렛의 마리아에게서 태어났다.

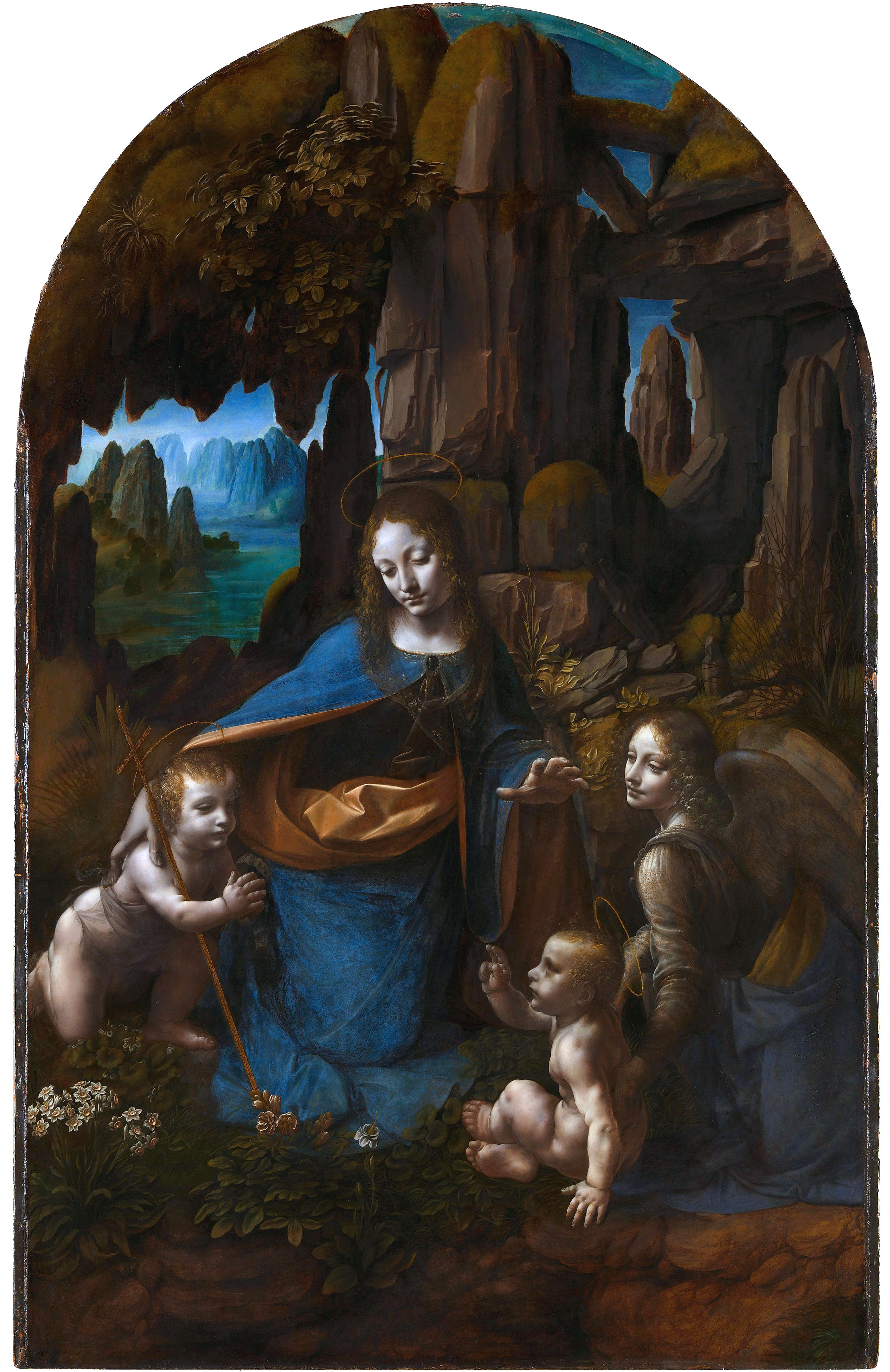
레오나르도 다 빈치의 그림, 세례자 요한, 엘리사벳, 예수, 성모마리아의 모습

가계도로 보면, 예수의 아버지인 나자렛의 요셉은 목수였으며, 어머니는 성모 마리아라 부르는 나자렛의 마리아였다. 루가복음의 기록에 따르면, 마리아는 세례자 요한을 낳은 엘리사벳과 친족 관계였다.(루가의 복음서 1:36) 예수의 잉태 및 탄생과 관련된 성서 기록을 보면, 성모 마리아가 예수를 잉태하기 전에 대천사 가브리엘에게 아이를 낳을 것을 고지받았다.(루가의 복음서 1:26-38) 이에 마리아는 약혼자 요셉에게 성령으로 인하여 예수가 잉태된 사실을 고백하였다. 요셉은 신앙심 깊은 인물이었으나, 그 사실을 받아들이기 힘들었다. 그러나 요셉은 꿈에서 대천사 가브리엘의 계시를 받게 되고, 마리아와 결혼하게 된다. 그 후 마리아는 예수를 출산하였다.(마태오의 복음서 1:18-25)
마태오의 복음서과 루가의 복음서는 예수의 육신적 족보를 기록하고 있다. 이에 따르면 위에서 언급하였듯이 요셉은 다윗 왕의 후손이라는 사실을 강조하고 있다. 마태오의 복음서는 요셉의 선조를 아브라함까지 끌어올리고 있는 반면, 루가의 복음서는 심지어 아담까지 족보를 까마득히 펼치고 있다. 두 복음서는 여기서 약간의 차이를 드러내고 있는데, 마태오는 다윗에서 요셉까지 28대를 손꼽고 있는 반면 루가는 요셉이 다윗의 42대 자손이라고 기록하고 있다. 신학자들에 의하면, 두 족보가 다른 이유는 마태와 누가의 복음사가가 각각 요셉과 마리아의 가계도를 취하였기 때문이라고 설명 하기도 한다. 고대교회의 신학을 형성한 교부들도 마리아가 다윗의 후손이라 말하였고 교회의 전승 또한 이와 일치한다.

#### 가족
예수에게 성모 마리아와 요셉 이외 다른 가족이 어떤 형태로 있었는지에 관한 신학적 차이가 존재한다.
현대 개신교 신약성서학에서는 마리아의 평생 동정을 부정하는 추세로, 예수 형제들을 예수 탄생 이후에 마리아와 요셉 사이 태어난 예수 친동생으로 해석한다. 그 근거는 루가의 복음서 2장 7절에 있는 "그녀의 맏아들"이라는 기록이나 마태오의 복음서 1장 25절에 "그녀가 맏아들을 낳을 때까지 요셉이 그녀를 알지 아니하였다"라는 기록, 마태오의 복음서 13장 55절과 56절에서 예수 형제들 이름과 예수 누이들 존재를 거론한 장면이다.
반면 마리아의 평생 동정을 믿는 동방 정교회와 천주교회, 오리엔트 정교회와 일부 성공회 고교회파에서는 성경에 기록된 예수의 형제들을 친척형제 또는 사촌 형제들이라 해석한다. 왜냐하면 오늘날까지도 중동 지역에서 형제라 함은 사촌 형제를 아우르는 말로 쓰이기 때문이다. 또한 요한의 복음서에서 예수가 그의 홀어머니를 제자 요한에게 맡기는 장면을 떠올려 봐도 예수의 형제들을 ‘친형제들’로 한정하기 어렵기 때문이다. 기독교 초기 예루살렘 교회를 이끌었던 ‘주님의 형제’ 야고보나 요셉, 시몬, 유다가 예수의 친동생들로 요셉과 마리아 사이에 예수 이외의 친자녀가 더 있었다면, 요한복음서에서 십자가형을 받은 예수가 친족들 앞에서 그의 육신의 어머니를 요한에게 맡길 까닭이 없다. 예수의 어머니에게 예수 외에 자식이 없었기 때문에 예수가 사랑한 제자에게 홀로 남겨질 어머니를 부탁한 것이란 해석은 자연스럽다.
예수의 어린 시절에 대해서는 알려진 바가 거의 없지만, 예수가 사람이라는 사실을 설명하려는 복음사가 루가의 신학적인 의도가 들어 있는 루가 복음서의 몇 구절이 조금이나마 예수의 어린 시절을 알 수 있게 해 준다.
예수의 12세 때 유대인들의 해방 기념일인 과월절을 지키려고 부모와 예수가 예루살렘에 올라갔다가, 예배를 마치고 예수는 예루살렘에 머물렀지만 부모는 그 사실을 알지 못하고 하룻길을 갔다가, 방황하면서 아이를 찾았다고 한다. 예수를 찾은 지 사흘 뒤에 다시 예루살렘 성전 안에서 만났을 때, 예수는 유대교의 랍비, 곧 율법교사들과 율법에 대하여 이러저러한 이야기를 나누었는데, 모두가 그 지혜와 대답을 기이히 여겼다고 했다. 이에 부모가 왜 여기에 있느냐고 묻자, 예수는 '제가 제 아버지 집에 있어야 할 줄을 알지 못하셨습니까?'라고 답했는데, 이는 예수가 자신과 온 인류의 아버지를 야훼로 인식하고 있었던 것을 보여준다.(루가 복음서 2:41-51)
그 뒤에 계속 나자렛에서 자란 예수는 요셉의 직업을 이어 목수 일을 배우며 자랐던 것으로 추정되는데, 엔도 슈사쿠는 복음서에서 말하는 목수는 떠돌아다니면서 일하는 노동자였을 것으로 보았다. 실제로 예수가 자신의 고향 갈릴리 나사렛에서의 회당예배때에 이사야 예언서를 인용하여 자신이 고난받는 민중들과 연대하는 메시아로서 살아갈 것임을 알리는 설교를 하자, 고향사람들이 지혜에는 감탄했지만 '저 사람은 (목수인) 요셉의 아들 아닌가.'라며 예수가 변변치 않은 직업을 가진 사람임을 지적하였다는 누가 복음서의 보도(루가 복음서 4:16-22)는 목수라는 직업이 변변치 않은 직업이었을 것임을 알 수 있게 한다. 예수의 유년시절에 대해 루가는 '지혜와 키가 자라가며 하느님과 사람의 사랑을 받았다'고 (루가 복음서 2:52) 간단하게 적고 있다.

#### 세례자 요한
예수는 어느 정도 성장한 후에 나자렛을 떠나 출가하였다. 그 이후에 당시 먼저 광야의 외치는 소리로 먼저 광야로 나가 세례를 베풀고 있었던 세례자 요한에게로 나아갔다. 예수를 본 세례자 요한은 오히려 자신이 세례를 받아야 할 터인데 왜 받으러 오셨느냐고 물었다. 그러나 예수는 이를 통하여 모든 의를 이루기를 바라셨고 마침내 세례를 받았다. 물 속에서 세례를 받은 뒤에 물에서 올라오자마자 하늘에서 성령이 내려오셨고, 하늘에서 한 소리가 있어 말하기를 '너는 내 사랑하는 아들, 내 마음에 드는 아들이다'라고 하였다. 예수의 세례 장면에 대한 성서의 언급을 선지자 요한을 추종하는 종교와 기독교 사이의 투쟁에서의 우위를 내세우기 위한 것이라고 주장하는 소수의 신학자들도 있지만, 교회력을 신앙 전통으로 지키는 대부분의 교회들은 예수가 세례자 요한으로부터 세례를 받아 공적인 생애를 시작한 날을 '주님의 세례주일'로 기념한다.

#### 고행과 유혹

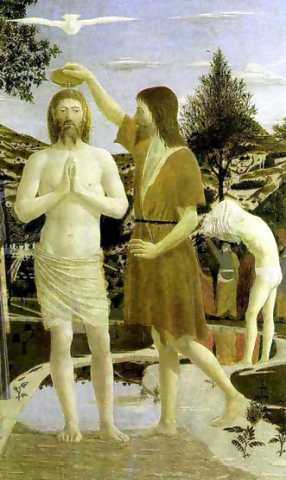
예수를 세례하는 요한

예수는 세례자 요한에게서 세례를 받은 뒤에 홀로 광야로 들어가 40일 동안 금식한 뒤 높은 곳에 올라가 마귀에게서 세 가지의 유혹을 받았다고 전해진다.
- 첫 번째 시험: 돌들을 빵으로 만드는 것이었는데, 이에 대하여 예수는 "사람이 빵으로만 사는 것이 아니라 하느님의 입에서 나오는 모든 말씀으로 산다"는 성경 말씀으로 대적하였다.
- 두 번째 시험: 예수를 예루살렘 성전 꼭대기에서 뛰어 내리게 유혹하는 것이었다. 사탄은 이번에는 특이하게 "하느님이 천사들을 시켜 너를 시중들게 하시리니 그들이 손으로 너를 받들어 너의 발이 돌에 부딪히지 않게 하시리라"는 시편의 구절을 들어 그를 설득하려 했으나, 예수는 "주님이신 너의 하느님을 시험하지 말라"는 말로 사탄의 유혹을 꺾었다.
- 세 번째 시험: 천하 만국을 보여주며 "내 앞에 절하면 이 모든 것들을 네게 주겠다"고 한 것이었는데, 예수는 "주님이신 너희 하느님을 경배하고 그분만을 섬기라"는 성경 구절을 들며 이를 거절하였다. 그러자 사탄은 떠났고 천사들이 날아와 그를 도왔지만 사탄의 유혹이 완전히 끝난 것은 아니어서 사탄은 호시탐탐 기회를 엿보고 있었다. 신약성경 학자들은 유혹을 고난의 그리스도가 아닌 영광의 그리스도의 길을 가라는 유혹으로 해석한다. 다시 말해 유혹의 내용들이 모두 명예욕을 채울 수 있는 조건들이었기에 사람들의 존경과 찬사를 받는 그리스도의 길을 가라는 유혹으로 해석하는 것이다.[100]

### 공생애

#### 기적

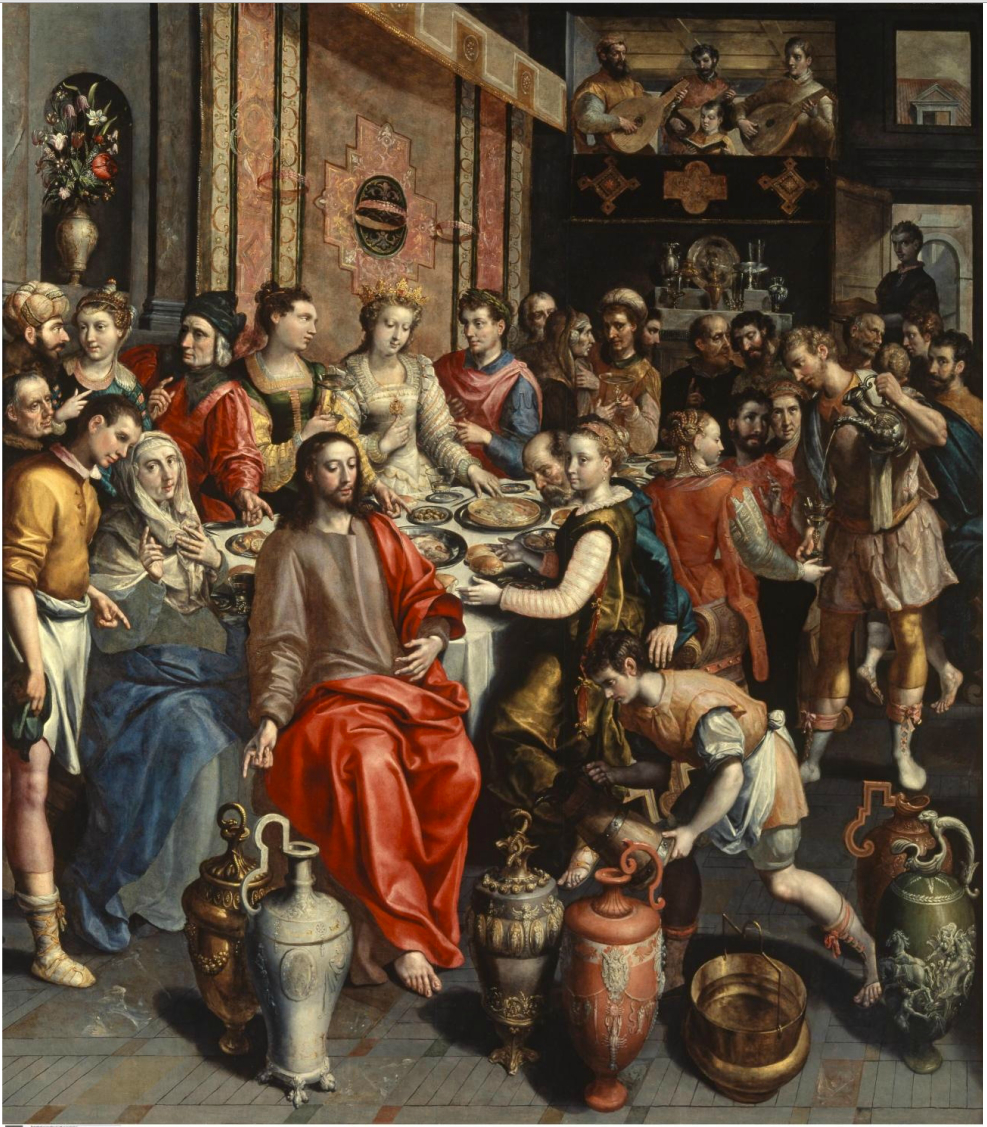
가나의 혼인잔치

요한 복음서에 따르면, 예수가 처음 행한 기적은 가나의 혼인잔치에서 물로 포도주를 만든 기적이다.
당시 유대인들은 혼인 잔치에서 포도주를 대접하는 것이 관례였는데, 이 혼인 잔치에 갔다가 예수와 제자들이 참석한 자리에서 포도주가 떨어진 문제가 생겼다. 이를 안 어머니 성모 마리아는 아들인 예수에게 이에 대해 문제를 해결해 주도록 일렀고, 예수는 하인들에게 여섯 개의 항아리에 물을 붓게 했다. 하인들이 시키는 대로 모든 물을 가져오자, 예수는 잔치를 맡은 이에게 그대로 갖다 주게 했는데, 물은 어느새 포도주로 바뀌어 있었다. 이를 본 제자들은 예수를 믿게 된다.(요한 2:1-11)
마리아가 혼인잔치에서 포도주가 떨어졌다고 할 때, 예수는 아직 자신의 때가 아니라고 말하였다. 기독교에서 포도주는 예수의 보혈을 상징하는데, 예수가 말한 "때"와 "포도주"의 관계는 예수 자신이 십자가에 제물로 희생될 때 흘린 피를 상징하는 포도주로 풀이한다.

#### 산상수훈
예수께서는 초기에 사람들이 그를 보기 위해 모이자, 제자들과 많은 사람들을 모아놓고 산 위에서 이들에게 설교하였다. 이 산은 갈릴래아 호수 북쪽 타브가와 가파르나움 사이에 있는 한 야산이었다고 전해져 온다. 이를 담은 내용이 마태오 복음서 5장부터 7장까지 기록되어 있다. 이 가운데 가장 유명한 설교 내용은 마태오 복음 5:3-12, 즉 팔복 부분으로, 어떤 사람이 행복한지에 대한 가르침이다.
| “ | 1. "가난한 사람들아, 너희는 행복하다. 하느님 나라가 너희의 것이다. 2. 지금 굶주린 사람들아, 너희는 행복하다. 너희가 배부르게 될 것이다. 지금 우는 사람들아, 너희는 행복하다. 너희가 웃게 될 것이다. 3. 사람의 아들 때문에 사람들에게 미움을 사고 내어쫓기고 욕을 먹고 누명을 쓰면 너희는 행복하다. 4. 그럴 때에 너희는 기뻐하고 즐거워하여라. 하늘에서 너희가 받을 상이 클 것이다. 그들의 조상들도 예언자들을 그렇게 대하였다. 5. 그러나 부요한 사람들아, 너희는 불행하다. 너희는 이미 받을 위로를 다 받았다. 6. 지금 배불리 먹고 지내는 사람들아, 너희는 불행하다. 너희가 굶주릴 날이 올 것이다. 지금 웃고 지내는 사람들아, 너희는 불행하다. 너희가 슬퍼하며 울 날이 올 것이다. 7. 모든 사람에게 칭찬을 받는 사람들아, 너희는 불행하다. 그들의 조상들도 거짓 예언자들을 그렇게 대하였다." | ” |
|   | — 루가 복음서 6장 20-26절, 공동번역성서 |   |

이 밖에도 원수를 사랑하고 은밀히 구제하며 비판받지 아니하거늘 비판하지 말라는 등 파격적인 내용과 더불어 현재까지 기독교에서 사용되는 예수께서 제자들에게 가르치신 기도인 주님의 기도가 소개된다.

#### 비유
예수는 여러 가지 비유를 통해서 가르침을 행했다. 이를테면, 씨 뿌리는 자의 비유(마태오 복음서 13:1-23, 마르코 복음서 4:1-20, 루가 복음서 8:4-15), 잡초의 비유(마태오 복음서 13:24-30),

#### 기적
복음서에는 예수가 수많은 병을 고쳤다는 기적 이야기들이 있는데, 그 까닭은 예수가 메시아임을 변증하고자 하는 복음서 저자들의 신학이 담겨 있다. 다시 말해 예수가 병들을 고친 사건은 단순한 기적이 아닌 자신이 메시아임을 증명한 자기 증명인 것이다. 일례로 예수가 병을 고치는 그 깊이는 다른 의사들의 차원, 심지어는 인간의 차원이 아니어서 마르코 복음서에서는 예수가 하혈병으로 고통받은 부인을 고친 이야기를 소개하면서 부인이 12년 간 병으로 고통받았지만 의사들이 고치지 못했다고 말한다.
| “ | 그런데 군중 속에는 열두 해 동안이나 하혈증으로 앓고 있던 여자가 있었다. 그 여자는 여러 의사에게 보이느라고 고생만 하고 가산마저 탕진했는데도 아무 효험도 없이 오히려 병은 점점 더 심해졌다. 그러던 차에 예수의 소문을 듣고 군중 속에 끼여 따라가다가 뒤에서 예수의 옷에 손을 대었다. 그 옷에 손을 대기만 해도 병이 나으리라고 생각하였던 것이다. 손을 대자마자 그 여자는 과연 출혈이 그치고 병이 나은 것을 스스로 알 수 있었다. 예수께서는 곧 자기에게서 기적의 힘이 나간 것을 아시고 돌아서서 군중을 둘러보시며 "누가 내 옷에 손을 대었느냐?" 하고 물으셨다. | ” |
|   | — 마르코 복음서 5:25-30 공동번역성서 |   |

또한 마르코 복음서에서는 예수가 로마제국의 제국주의적 통치 즉, 로마 제국이 팍스 로마나의 유지를 위해 식민지에서 실시한 폭력적인 통치와 경제적 착취로 인해 정신장애로 고통받는 사람들에게 연민을 느껴 하나님의 능력으로 고쳤다는 이야기들을 보도함으로써 예수를 정신병으로 고통받는 민중들의 치유자로도 묘사한다.
| “ | 그들은 호수 건너편 게라사 지방에 이르렀다. 예수께서 배에서 내리셨을 때에 더러운 악령 들린 사람 하나가 무덤 사이에서 나오다가 예수를 만나게 되었다. 그는 무덤에서 살았는데 이제는 아무도 그를 매어둘 수가 없었다. 쇠사슬도 소용이 없었다. 여러 번 쇠고랑을 채우고 쇠사슬로 묶어두었지만 그는 번번이 쇠사슬을 끊고 쇠고랑도 부수어버려 아무도 그를 휘어잡지 못하였다. 그리고 그는 밤이나 낮이나 항상 묘지와 산을 돌아다니면서 소리를 지르고 돌로 제 몸을 짓찧곤 하였다. 그는 멀찍이서 예수를 보자 곧 달려가 그 앞에 엎드려 "지극히 높으신 하느님의 아들 예수, 왜 저를 간섭하십니까? 제발 저를 괴롭히지 마십시오." 하고 큰소리로 외쳤다. 그것은 예수께서 악령을 보시기만 하면 "더러운 악령아, 그 사람에게서 나오너라." 하고 명령하시기 때문이었다. 예수께서 "네 이름이 무엇이냐?" 하고 물으시자 그는 "군대라고 합니다. 수효가 많아서 그렇습니다." 하고 대답하였다. 그리고 자기들을 그 지방에서 쫓아내지 말아달라고 애걸하였다. 마침 그 곳 산기슭에는 놓아 기르는 돼지떼가 우글거리고 있었는데, 악령들은 예수께 "저희를 저 돼지들에게 보내어 그 속에 들어가게 해주십시오." 하고 간청하였다. 예수께서 허락하시자 더러운 악령들은 그 사람에게서 나와 돼지들 속으로 들어갔다. 그러자 이천 마리나 되는 돼지떼가 바다를 향하여 비탈을 내리달려 물 속에 빠져 죽고 말았다. 돼지 치던 사람들은 읍내와 촌락으로 달려가서 이 일을 알렸다. 동네 사람들은 무슨 일이 일어났는지 보러 나왔다가 예수께서 계신 곳에 이르러 군대라는 마귀가 들렸던 사람이 옷을 바로 입고 멀쩡한 정신으로 앉아 있는 것을 보고는 그만 겁이 났다. 이 일을 지켜본 사람들이 마귀 들렸던 사람이 어떻게 해서 나았으며 돼지떼가 어떻게 되었는가를 동네 사람들에게 들려주자 그들은 예수께 그 지방을 떠나달라고 간청하였다. 예수께서 배에 오르실 때에 마귀 들렸던 사람이 예수를 따라다니게 해달라고 애원하였지만,예수께서는 허락하지 않으시고 "주님께서 자비를 베풀어 너에게 얼마나 큰일을 해주셨는지 집에 가서 가족에게 알려라." 하고 이르셨다. | ” |
|   | — 마르코 복음서 5:1-19 공동번역성서 |   |

#### 율법학자들과의 논쟁
복음사가 루가에 의하면 예수는 이미 12살 적에 예루살렘 성전에서 율법학자들과 토론을 벌였다고 한다. 어른이 되고 나서도 그리스도는 율법학자와 토론을 벌였는데, 착한 사마리아 사람 비유전승도 율법학자와의 토론에서 유래한 것이다. 어느 율법학자가 그리스도에게 "진짜 이웃이 누구입니까?"라고 묻자, 예수는 예시를 들어 "강도를 만난 사람이 길에 쓰러져 있는데 제사장과 레위인은 이를 보고도 지나쳤지만, 사마리아 사람은 그를 간호하고 여관에 맡겨 자신이 돌아올 때까지 돌보아달라고 부탁하여 보살폈다"는 비유를 말한다. 그러면서 누가 참된 이웃이냐고 묻자 율법학자는 "강도 만난 사람을 도운 사람입니다."라고 대답하였다.

#### 라자로를 살리다
예수는 마르타와 마리아 자매와 친분이 있었는데, 이들의 오빠가 라자로였다. 라자로가 세상을 떠나자 예수는 라자로의 장례식장에 찾아가서 무덤에 장사된지 나흘이 지난 그를 살려내서 그 곳에 있던 사람들을 크게 놀라게 하였다.

#### 예루살렘 입성과 마지막 만찬

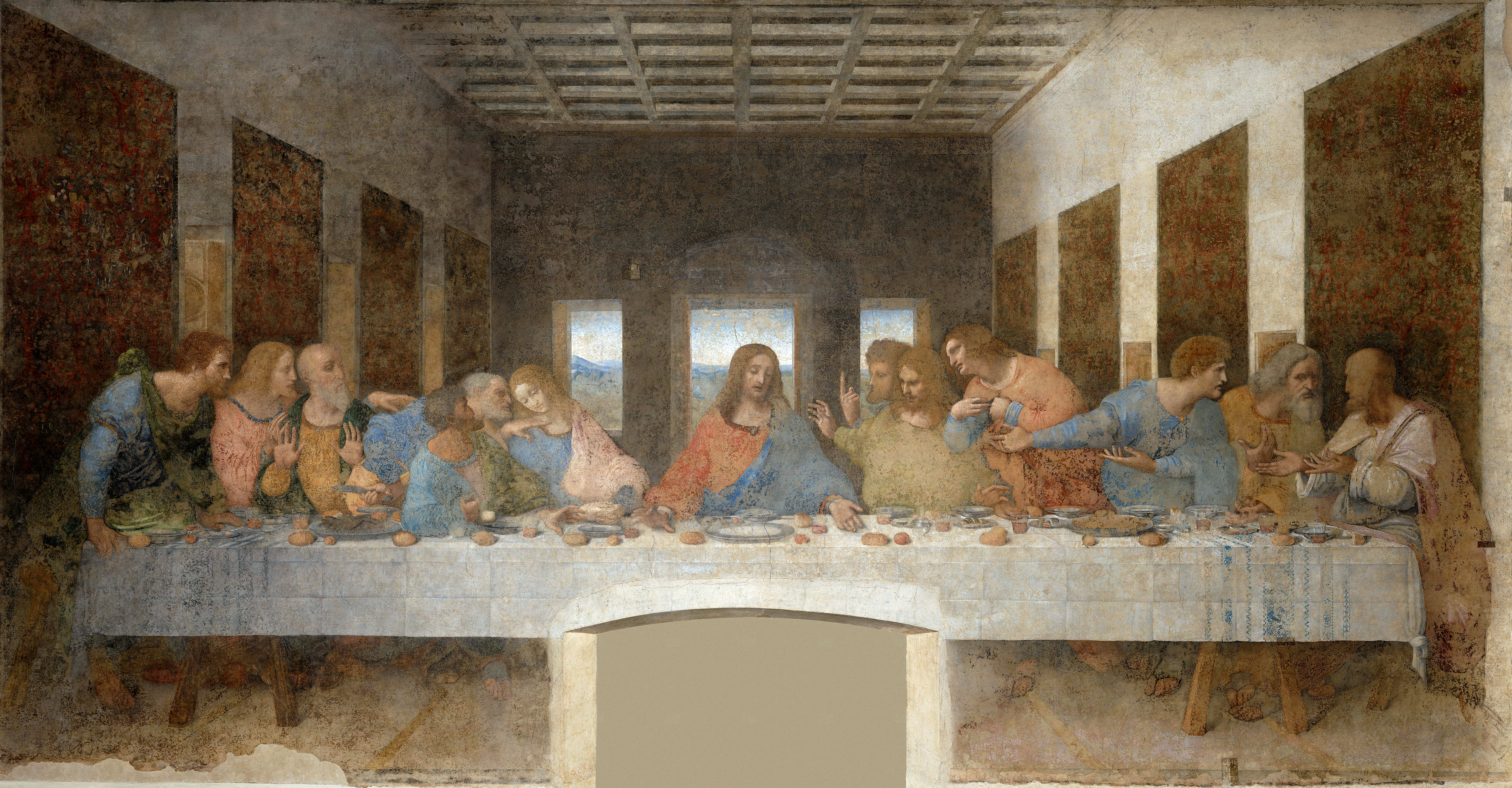
〈최후의 만찬〉(1495 - 1498, 밀라노)

성경에 따르면 예수는 자신의 죽음이 임박한 것을 알고, 제자들과 함께 예루살렘에 올라갔다. 예루살렘에 도착한 예수는 민중들의 환대를 받는데, 이는 예수를 정치적 혁명가로 생각해서였다. 실제로 성경에 따르면 '많은 사람들이 겉옷을 벗어 길에 펴 놓는가 하면 어떤 사람들은 나뭇가지를 꺾어다가 길에 깔아 놓기도 하였다.'라고 하는데, 여기서 나뭇가지는 당시 유대교 종교 권력의 횡포로 소작농으로 전락한 이들이 재배하던 종려나무의 가지였다. 하지만 예수는 인간의 구원을 위한 죽음을 위해서 오셨기 때문에, 이들의 인기에 편승하지 않고, 최후의 만찬 때 제자들에게 빵과 포도주를 떼어 감사 기도를 드리며 자신의 죽음이 뜻하는 바를 설명하였다. 이를 그리스도의 성체제정이라고 하는데, 성공회, 정교회, 로마 가톨릭에서는 성체성사, 성찬례, 성체성혈성사, 개신교에서는 성만찬이라고 부르는 성사를 성직자가 집전하여 예수의 희생적인 죽음을 기념한다.

#### 십자가에 못 박히기까지

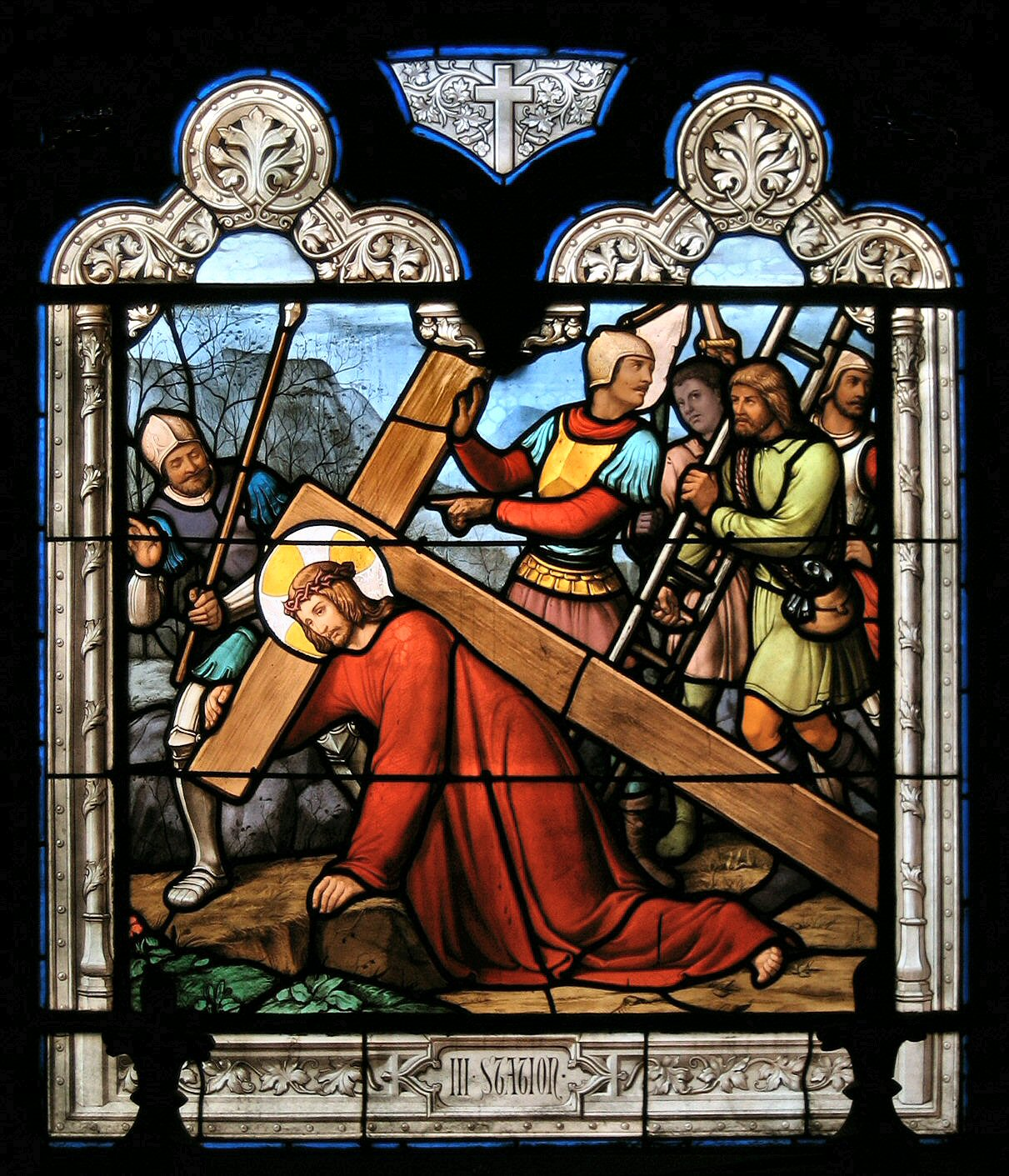
스테인드글라스, 십자가를 지고 가다가 쓰러진 예수

자신들에 대해 비판적인 예수를 위험 인물로 본 유대교의 대제사장들은 이스카리옷 유다와 결탁하여 그를 체포하였다. 예수는 가리옷 사람 유다가 자신을 유다의 대제사장들에게 팔아넘겼다는 것에 대해 처음부터 끝까지 상세한 내막을 모두 알고 있었다. 그래서 최후의 만찬 때 자신의 제자들 중 한 명이 자신을 팔아넘길 것이라고 발언한 것이었다. 체포된 예수는 유대인들의 자치기구인 산헤드린 의회에서의 재판을 거쳐 본티오 빌라도의 재판을 받게 된다. 이에 대해서 루가 복음서는 빌라도가 예수의 무죄를 확신하여 풀어주고자 하였으나, 유대인들의 압력으로 십자가형에 처해진 것으로 묘사하고 있다.(루가 23:14-25)
하지만, 빌라도의 총독으로서의 위치를 생각해 본다면, 예수를 그의 의지에 따라 십자가형에 처한 것으로 볼 수도 있다. 실례로 예수가 십자가에 못박혔을 때, 그의 십자가에는 로마 제국에 대항하는 민족 지도자를 뜻하는 '유대인의 왕(INRI)'라는 죄패가 달렸으며 예수를 처형한 세력은 로마 제국의 공권력이었다. 더구나 예수는 예루살렘에 입성했을 때 환호를 받을 만큼 민중들에게 지지받는 명사였으므로 빌라도에게 그는 요주의 인물이었다. 다시 말해 루가는 교회가 로마 제국와의 관계를 염두에 두어야 한다는 사실을 생각하여, 로마 총독 빌라도가 예수를 지지했으나 마지 못해 십자가형에 처한 것처럼 묘사한 것으로 해석하는 일부 시각도 있다. 반면에 빌라도에 대한 마이어의 연구를 보면, 당시 본티오 빌라도의 보호자 즉 후원자는 세야누스 였는데, 그는 황제에 대한 반역 음모를 꾸미다가 A.D. 31년 권력에서 물러났다. 그리하여 빌라도의 지위는 A.D. 33년 경에는 매우 약화되었을 가능성이 있고, 그 시기는 바로 예수가 십자가에 못박혔을 가능성이 가장 많은 시기이다. 그래서 빌라도는 당시의 유대인을 분노케 함으로써 황제와의 관계가 더 이상 곤경에 빠지지 않길 원했으리라는 점은 충분히 이해할 수 있다. 이것은 복음서의 묘사가 가장 정확할 가능성이 있다는 것을 뜻한다.
결과적으로 예수는 두 명의 강도들과 함께 잔인한 처형 방법인 십자가형에 처해졌다. 예수는 십자가형에 처해지기 전 자신이 매달릴 십자가를 짊어지고 골고다 언덕을 올라가며 구타와 조리돌림을 당했다. 여기서 말하는 십자가는 십자가 모양의 형틀이 아닌 가로대를 가리킨다. 처형장에 끌려가는 도중 예수가 모진 구타끝에 체력이 다하여 쓰러지자 퀴레네 출신의 시몬이 예수를 대신해 십자가를 짊어졌다.
1. '예수께서는 "아버지, 저 사람들을 용서하여 주십시오! 그들은 자기가 하는 일을 모르고 있습니다." 하고 기원하셨다.'[113]
2. '예수께서는 "오늘 네가 정녕 나와 함께 낙원에 들어갈 것이다." 하고 대답하셨다.'[114]
3. '예수께서는 당신의 어머니와 그 곁에 서 있는 사랑하시는 제자를 보시고 먼저 어머니에게 "어머니, 이 사람이 어머니의 아들입니다." 하시고 그 제자에게는 "이분이 네 어머니시다." 하고 말씀하셨다. 이 때부터 그 제자는 마리아를 자기 집에 모셨다.'[115]
4. '세 시쯤 되어 예수께서 큰소리로 "엘리 엘리 레마 사박타니?" 하고 부르짖으셨다. 이 말씀은 "나의 하느님, 나의 하느님, 어찌하여 나를 버리셨나이까?"라는 뜻이다.'[116]
5. '예수께서는 모든 것이 끝났음을 아시고 "목마르다." 하고 말씀하셨다. 이 말씀으로 성서의 예언이 이루어졌다.'[117]
6. '예수께서는 신 포도주를 맛보신 다음 "이제 다 이루었다." 하시고 고개를 떨어뜨리시며 숨을 거두셨다.'[118]
7. '예수께서는 큰소리로 "아버지, 제 영혼을 아버지 손에 맡깁니다!" 하시고는 숨을 거두셨다.'[119]

### 죽음 이후

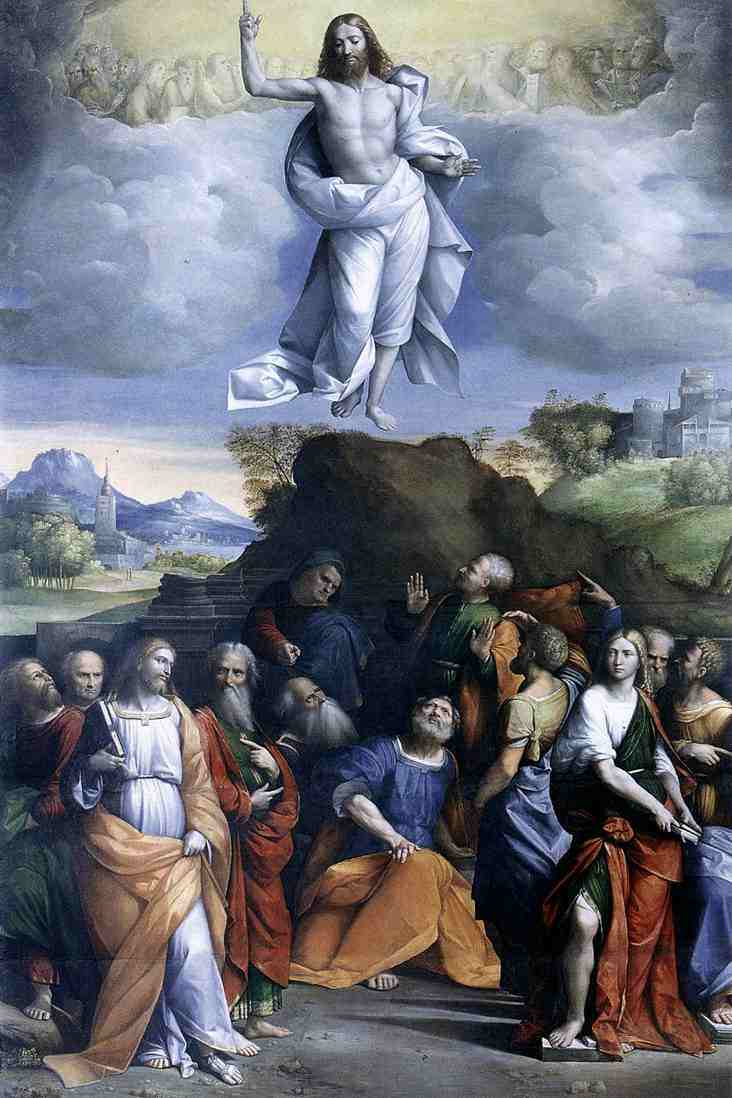
예수의 승천

기독교 경전인 성경의 기록에 따르면 예수는 "십자가에 못박혀 장사되신지 사흘 만에 다시 살아나 12제자를 축복하고 많은 제자들이 보는 가운데 하늘로 올라갔다"고 말하고 있으며 아래는 성경에 나타난 예수의 부활과 승천에 대한 기록이다.
| 마태오 복음서                                                          | 마르코 복음서                                                                         | 루가 복음서 | 요한 복음서                                                                              |
| ---------------------------------------------------------------------- | ------------------------------------------------------------------------------------- | --- | ---------------------------------------------------------------------------------------- |
| 비어있는 무덤 (28장 1-7)                                               | 비어있는 무덤 (16장 1-7)                                                              | 비어있는 무덤 (24장 1-7) | 비어있는 무덤 (20장 1-10)                                                                |
| 부활하신 예수께서 막달라 마리아와 다른 마리아에게 나타나심 (28장 9-10) | 부활하신 예수께서 막달라 마리아에게 나타나심 (16장 9)                                 | | 부활하신 예수께서 막달라 마리아에게 나타나심 (20장 11-18)                                |
|                                                                        | 예수께서 두 제자들에게 나타나심 (16장 12)                                             | 예수께서 두 제자들에게 나타나심 (24장 13-31) |                                                                                          |
| 예수께서 열 한 제자들에게 나타나심 (28장 16-20)                        | 예수께서 열 한 제자들에게 나타나심 (16장 14-18)                                       | 예수께서 제자들에게 나타나심 (24장 36-50) | 예수께서 제자들에게 나타나심 (20장 19-31); 예수께서 제자들에게 다시 나타나심 (21장 1-22) |
|                                                                        | 예수께서 하늘로 올라가심 (16장 19)                                                    | 예수께서 하늘로 올리워 가심 (24장 51) |                                                                                          |
| 사도행전                                                               |                                                                                       | |                                                                                          |
| 예수께서 부활하신후 40일 동안 사도들에게 나타나심 (1장 3)              | 예수께서 사도들과 함께 머무시며 그들에게 성령 세례를 받을 것이라고 말씀하심 (1장 4-5) | 예수께서 제자들에게 "성령이 너희에게 오시면 너희가 성령을 받아 예루살렘과 온 유대와 사마리아와 땅 끝까지 이르러 내 증인이 될 것이다." 라고 말씀 하심 (1장 8) | 예수께서 하늘로 올리워 가심(1장 9)                                                       |

## 비기독교계 사료
역사가 타키투스는 110년경에 쓴 《연대기》(Annalia) 15권 44장 2절에서 64년 7월 19일 네로 황제가 로마 시내에 화재가 나자 '그리스도'인들을 방화범으로 지목하고 박해하였다고 기술하였다. 이 내용을 기술하면서 타키투스는 '그리스도인'(타키투스는 이를 라틴어: Chrestiani로 기록하였다.)의 이름의 기원을 "티베리우스 황제의 치세 때 폰티우스 필라투스(본티오 빌라도) 행정관(본티오 빌라도는 흔히 총독이라고 불리지만, 팔레스타인은 총독이 아닌 행정관이 다스리는 속령이었다.)에게 처형된 그리스도에게서 비롯되었으며, '이 사악한 미신'은 계속 번져나가고 있다"라고 기록하였다. 또한 로마 제국의 속주였던 비티니아의 총독으로 재직 중이던 소 플리니우스는 112년경 트라야누스 황제에게 보낸 편지에서 비티니아 지방 그리스도인들이 그리스도를 신처럼 여기면서 성가를 불렀다는 내용이 존재한다.
전기 작가인 수에토니우스는 120년경 《황제들의 생애》(De vita caesarum)을 저술하였는데, 이 책의 한 부분인 〈클라우디우스의 생애〉 편에서 클라우디우스 황제가 49년에 크레스투스의 사주로 인하여 분란을 일으키는 유대인들을 로마에서 추방했다고 기록하고 있다. 여기서 크레스투스가 가리키는 것이 예수 그리스도라는 설이 현재 가장 유력하다. 참고로 수에토니우스가 말한 이야기는 사도행전에도 나오는데, 누가에 의하면 클라우디우스 황제의 유대인 추방령으로 고린토로 이주한 유대인 부부 아굴라와 브리스길라가 자신들처럼 천막 제작 노동자인 바울과 같이 일했다고 한다.
갈릴리 지방의 유대인 독립군 사령관으로 있다가 전세가 기울자 로마군에 투항한 요세푸스는 《유대 전쟁사》(서기 75년경 작)에서 예수의 형제인 야고보를 돌로 치는 형벌에 대해서 기술하였다. 유대교의 《탈무드》 〈산헤드린〉에는 예수는 마술을 써서 이스라엘을 미혹시켜 배교하게 하였으므로 유월절 전날에 처형되었다고 기록하고 있다.

## 1세기 종교운동
학자들은 1세기초의 종교적 배경을 예수의 삶에 대해 재조명했던것으로 생각한다.
바리새파는 1세기 유대 공동체에서 영향력을 끼치는 이들이었다. 마태 복음서에 따르면 바리사이파 사람들은 엄격하게 율법을 해석하고 지키고자 하는 사람들이었다. 2차 성전 건축 이후 성전에서 쫓겨난 레위 지파 후손들로 70년 로마-유대 전쟁에서 유일하게 살아남은 유대교 유파로 성전 없는 유대교를 시작하였다.
사두개파는 특히 예루살렘에서 강력했다. 그들은 모세5경만을 인정하였으며, 이들은 바리사이파 사람들에게 인정되는 사후세계에서의 징벌. 신체의 부활, 천사나 영혼같은 것은 인정하지 않았다. 예루살렘 성전을 중심으로 하는 제사장으로 귀족은 신분을 유지했고, 로마제국에 협력하여 기득권을 누리고 있었으며, 정치사상에서는 당연히 보수주의자들이었다. 70년 예루살렘 함락으로 성전 파괴 이후 살아남은 이들은 바리새파에 흡수되었다.
에세네파는 2차 성전 건축 이후 쫓겨난 진보적 레위지파 후손이었다. 성전에 바리새파와 경쟁적 과계를 유지하였고, 예루살렘 성전을 타락한 곳으로 여긴 진보적인 유대교 유파었다. 이들은 수도 공동체에서 생활하는 이들이었다. 금욕적 종말론자들로 신약성서에는 직접적인 언급이 없으나 젤롯파(열심당)의 소개로 간접적으로 등장한다. 젤롯파가 급진적인 에세네파의 공동체였다. 반로마제국 입장으로 인해 70년 예루살렘 함락 이후에 로마군에 의해 철저히 제거되었다.

## 연구 및 관점

### 기독교적 관점

#### 주류 기독교의 그리스도론
기독교에서는 삼위일체 교리에 따라 예수 그리스도를 하나님의 외아들인 동시에, 피조되지 않고 하느님에게서 나신 하느님이며, 마리아에게 혈육을 취하여 사람이 되셨다고 믿는다.(니케아 신경/325년 제1차 니케아 공의회) 사도신경, 웨스트민스터 신앙고백, 칼케돈 신경에서도 예수 그리스도를 하느님인 동시에 사람이라고 말한다. 그래서 칼케돈 신경과 에페소 신경에서는 예수의 신성과 인성이 분리되었다는 네스토리우스의 견해에 반대하여, 예수를 하느님이자 인간으로 고백한다. 결국 기독교의 관점에 따르면 예수는 신이면서 신의 아들이자 인간인 존재인 것이다.

#### 자유주의 신학의 역사적 예수론
근대 자유주의 신학은 계몽주의의 영향으로 예수를 윤리적 모범으로 이해했다. 실례로 토머스 제퍼슨의 그리스도론은 예수의 인생에서 축귀, 치병, 부활처럼 이성으로 이해할 수 없는 초자연적인 부분들은 제외시키고, 산상수훈처럼 도덕적인 가르침들만 담아낸 것이었다. 이는 그들의 도덕적 이상을 예수에게 투영하였기 때문이다. 하지만 자유주의 신학자들의 그리스도론은 예수에게서 모든 기적들을 제거해 버림으로써, 사실상 예수 그리스도라는 존재를 지우고 한 도덕적인 인간을 만들어 내었다는 평가를 받았다.
일부 자유주의 신학자들은 초대교회에서 예수를 하나님의 아들로 고백한 것이 로마 제국의 체제 선전 수단인 황제 숭배에 반대하기 위해서라 주장한다. 로마제국의 베스파시아누스 황제는 자신을 하나님의 아들이라고 주장했는데, 기독교인들은 예수가 하나님의 아들이라고 주장하여 황제 숭배에 반대했다는 것이다. 또한 이들은 복음서를 쓴 초기 기독교 공동체들이 하나님, 그리스도, 메시아, 주님, 복음 등 로마 제국이 체제 선전에 사용하던 말들을 예수에게 결합해 로마 제국이 아닌 예수에 대한 복종을 선언했다고 본다. 또한 로마제국이 기독교를 반국가 종교로 규정하여 탄압한 것도 복음서에서 드러나는 급진성 때문이었다고 본다. 이들은 종교와 정치가 분리된 시대에 사는 현대의 기독교인들이 복음서의 정치, 사회적 배경을 읽지 못하기 때문에 예수가 한 말과 행동이 얼마나 정치적이고 사회적인지 깨닫지 못한다고 주장한다.
역사적 예수론은 자유주의 신학자들의 그리스도론이라 할 수 있는데, 현대 기독교에서는 성공회 신학자들인 톰 라이트 주교와 존 셸비 스퐁 주교, 마르크스주의를 역사적 예수 연구방법으로 도입한 진보적 신학자 리처드 호슬리, 성공회 신학자 마커스 보그, 로마 가톨릭 신학자 존 도미닉 크로산 등의 신학자들에 의해 역사적 인물로서의 예수의 삶을 복원하려는 역사적 예수에 대한 연구가 진행되고 있다.

### 유대교적 관점
유대교적 관점에서는 신은 야훼 뿐이라는 유일신 교리에 따라서, 예수를 야훼의 외아들 또는 야훼로 보지 않으며 유대교는 예수를 사기꾼 또는 기독교의 창시자로 여긴다.

### 이슬람교적 관점
이슬람교에서는 예수를 유수아(يوسع) 또는 이사(عيسى)라고 하며, 예수를 하나님(알라) 또는 그의 독생자로 보지 않는다. 그래서 이슬람교도들은 예수를 마리아의 아들 예수라고 부르며, 인류에게 내려진 하나님이 보낸 가장 중요한 예언자들 가운데 한 사람으로, 성사(聖使)로서 존경한다.
이슬람교도들이 하나님의 마지막 계시라고 믿는 꾸란에는 예수가 신의 명령으로 마리아의 몸을 빌어 처녀의 몸에서 잉태되어 태어났다고 적혀있다. 그리고 예수는 그의 목표를 성취하기 위하여 "하나님의 허가"를 받아 기적을 행할 수 있는 능력이 있었다고 적고 있다. 그리고 예수는 기독교에서 주장하는 바와 달리 누구에게도 살해당하지 않았을 뿐만 아니라 십자가에 매달린 적도 없었고 다만 천국으로 들려 올려졌다고 한다. 이슬람 전통에 의하면 예수는 "심판의 날" 전에 다시 지상에 내려와서 정의를 회복하고 적그리스도를 물리칠 것이라고 한다. 그리고 그 후 40년을 지상에서 살다가 죽을 것이라고 한다.
다른 이슬람의 예언자들과 마찬가지로 예수도 한사람의 무슬림으로 여겨져왔고 하나님께 순종하는 올바른 신앙을 가지도록 사람들에게 설교했다고 한다.
이슬람에서는 "신과의 협동"이라는 개념을 엄격히 금지하고 "유일신"을 강조하기 때문에 이슬람에서는 예수가 하나님의 아들로서 사람으로 태어났다는 이른바 독생자와 성육신의 기독교 교리를 거부하고, 예수가 다른 예언자들과 같이 하나님의 말씀을 전하기 위해 신성하게 선택되었던 "사람"이었다고 묘사하고 있다. 꾸란에서는 처녀잉태를 인정하는 것이 하나님의 아들을 인정하는 것은 아니라고 하며 아담과 하와의 창조를 예로 들어 설명한다.
꾸란에서 예수를 메시아로 호칭하는데 이는 기독교에서 말하는 "세상을 구원할 자"라는 의미의 메시아와는 다르게 "신의 은총을 받은 자"의 의미이지만, 근본적으로 세상을 구원할 때 강림하는 역할은 같다.

### 힌두교적 관점
예수는 에아사(Easa)라는 이름으로 힌두교 성전에 등장한다. 이 이름은 이슬람교에서의 예수의 이름 중 하나인 이사와 같다. 이에 따르면, 예수는 칼리 유가가 삼천 살이 되던 때에 후나라는 곳에서 태어났으며, 예수는 처녀의 몸에서 태어난 자로서 신의 아들로 여겨졌다. 힌두교도들에게 예수 그리스도는 에아사 마시하(Easa Maseeha:예수 메시야)라는 이름으로 널리 알려져 있다. 힌두교에서 예수에 대한 믿음은 다양하다. 크리슈나 의식국제협회에서는 예수를 크리슈나의 사랑을 받은 아들로서 신에 대한 의식을 일깨워주기 위해여 지상으로 내려왔다고 여긴다. 산트 마트는 예수를 사트구루로 여긴다. 라마크리슈나는 예수를 신이 육화된 것으로 여긴다. 스와미 비베카난다는 예수를 찬미하고, 그를 힘의 원천과 완벽함의 전형으로 생각한다. 파라마한사 요가난다는 예수를 엘리사의 재육화이며, 엘리야의 재육화인 세례 요한의 학생이었다고 가르친다. 마하트마 간디는 예수를 그의 주된 스승 중 하나로 여겼으며 예수로부터 비폭력 저항 운동의 영감을 얻었다.

## 각종 논쟁

### 외모
외모에 대한 논쟁이 끊이질 않고 있다. 현재 동방교회와 서방교회 전통에 따라 외모의 차이가 있다. 동방교회 지역 성화인 이콘의 예수 모습은 작가에 따라 차이는 있지만, 정해진 규칙에 따라 그리며 공통적인 요소가 있다. 이콘에는 셈족 특성이 남아서 짙은 피부색에 갈색 머리카락, 눈동자 모양, 옷 색상과 모양 등의 기준이 있다.
이와 달리 12세기 이후 서방교회는 이콘 제작 전통을 따랐으나 점차 이콘 화풍에서 벗어나면서 예수의 얼굴은 서유럽인들 특히 라틴 계열 인종인 프랑스, 이탈리아, 스페인 등의 인종 모습이 기준이 되었다. 게르만족이 기독교화하면서 독일, 영국, 스칸디나비아 국가들의 인종 모습의 예수상도 나타났다.
예수의 실제 초상화가 전해지지 않아 모습을 알지 못한다고 해도, 흔히 서유럽 지역의 그림인 연한 갈색이나 금발을 하고 파란 눈을 그린 예수화는 원래 모습과는 거리가 멀다. 예수의 혈통이 고대 이스라엘 다윗 계열이고 직업이 목수였다는 점에서 셈족 특성을 지녔을 것으로 짐작된다.

### 실존 여부
예수의 실존 여부는 대부분의 역사학자들에 의해서 사실로 받아들여지고 있다. 그가 실제로 신의 아들이었느냐는 신학적인 문제와는 별개로, 초기 기독교 지도자들 혹은 누군가가 예수라는 존재를 허구로 만들어 내었다는 주장은 큰 지지를 받지 못한다.
예수가 실제로 존재했던 역사적 인물인지에 대한 의문은 복음서의 특정 일화들과 그에 서술된 연대, 그의 신격에 대해 거론된 신학적 이슈들에 관한 토론을 통해서 검증되어야 한다. 또한 성경뿐만 아니라, 유대인이나 그리스 로마의 자료 등 다수의 역사적 비기독교 자료들 또한 예수의 역사적 실존에 관한 분석에 이용된다.
대부분의 역사학자들은 "예수가 실제로 존재했다"는 사실을 인정하고, 예수의 세례와 그의 십자가형을 역사적 사건으로 본다. 로버트 반 브루스트에 의하면 비기독교파에 의해 제기되어온 예수가 실제로 존재했는지에 대한 의문은 항상 논란이 되어 왔지만, 많은 학자들을 설득하는 데에 실패하고, 고전 시대를 연구하는 역사학자와 성경학자들 또한 이에 대해 효과적으로 논박하고 있다. Walter P. weaver와 그의 학자들은 예수의 존재를 부인하는 활동들이 기술적인 범주 안에서나 이외의 어떤 식으로도 다수의 사람들에게 전혀 설득력이 없었던 것으로 기술한다.
1세기 로마 역사학자인 요세푸스(Josephus)와 타키투스(Tacitus)를 포함한 비기독교인들의 자료들도 예수의 존재를 증명하는 데 사용된다. 요세푸스(Josephus) 학자인 루이스 펠드만은 요세푸스의 '역사적 예수의 존재 여부에 관한 언급'에 대해 "소수만이 그 진정성에 관해 의문을 가져왔다(few have doubted the genuiness)"라고 진술하여 오직 소수의 학자들에 의해서만 예수의 존재에 대한 의문이 논점이 되었다고 기술했다. 바트 D. 어만은 예수의 존재와 그에게 집행된 로마에 의한 십자가형에 관해 요세푸스와 타키투스를 포함한 다양한 자료에 의해 입증된다고 서술한다.
예수의 역사적 인물로서의 존재 여부는 그의 신성과 인성이나 그의 존재가 사람인지 또는 신인지의 신학적 문제와는 별개의 문제이다. 급진적 무신론자인 리처드 도킨스는 특별히 예수의 존재 여부를 초자연적인 힘이 그에게서 나오는지, 또는 기독교 복음이 정확한지는 별개의 문제로 구분하고 있다. 도킨스는 비록 그의 견해가 복음의 문제에 관해 신뢰하지는 않지만, 예수의 존재 여부에 대해 부인하지는 않는다. 또한 비평가인 조지 알버트 웰스 역시 예수가 역사적으로 존재한 적 없는 인물이라 주장했지만, 이후에 그는 견해를 바꾸어 예수의 역사적 실존을 더 이상 부정하지 않았다.
역사적으로 기독교를 부정하는 사람들에 의해서도 예수의 존재 여부는 전혀 논점이 아니었고 그의 존재 자체가 부정되어 온 적은 없었다. 초창기 기독교인들 사이에 그리스도 단성설, 그리스도 가현설, 네스토리우스의 교의와 같은 예수의 본질에 대한 신학적 관점의 차이는 존재해 왔지만, 그것은 기독교 교리에 관한 논쟁이지 예수의 존재에 관한 것은 아니었다. 아주 소수의 현대 학자들이 예수가 존재한 적 없는 인물이라 주장하기는 하지만 그 견해는 뚜렷히 비주류이고, 대부분의 학자들은 예수의 존재를 기독교가 만들어냈다는 주장에 대해 동의하지 않는다.

## 관련 작품
- 영화 《패션 오브 크라이스트》 (2004)
- 영화 《선 오브 갓》 (2014)
- TV드라마 《선택받은 자》 (2017)

## 대중문화에서 비춰진 모습
- 《예수의 잃어버린 세월》 (엘리자베스 C 프로펫트 1984)

## 같이 보기
- 그리스도
- 메시아
- 역사적 예수
- 기독론 (조직신학)
- 기독교
- 복음서

- 구원
- 익투스
- 토리노의 수의
- 유즈 아삽
- 영지주의
- 에세네파

### 내용주
1. 1 2  마이어는 예수 그리스도의 출생 연도가 대략 기원전 7년 또는 6년이라고 주장한다.[1] 카를 라너는 학계의 일반적 합의가 기원전 4년 전후라고 적었다.[2] E. P. 샌더스 역시 기원전 4년 전후를 선호하며 일반적 합의를 언급한다.[3] 잭 피네간은 초기 기독교 전통 연구를 바탕으로 기원전 3년 또는 2년 전후를 지지한다.[4]
2. 1 2  대부분의 학자들은 예수 그리스도의 십자가형의 해를 기원후 30년 또는 33년으로 추정한다. 또, '예수가 숨을 거둘 때 "땅이 흔들렸다"거나 "어두웠다"는 신약성경의 내용에 근거해 빌라도 총독 재임기간 26~36년 사이에 큰 지진이 있었던 점, 신약성경에서 처형된 때를 33세라고 기록된 것 등을 근거로 국제적인 지질학 학술지 ‘International Geology Review'는 예수의 ‘가장 근접한(most likely)’ 사망일이 기원후(A.D.) 33년 4월 3일이라는 조사 내용을 게재했다. 세계 최대 검색 엔진인 구글에서의 예수 사망일에 대한 검색 결과도 이를 사용한다.[6]
3. ↑  제임스 던은 종종 역사적 예수 그리스도의 연구를 위한 출발점이 예수의 세례와 십자가형이 "거의 일방적인 동의가 명령"됐으며 "대부분 의심이나 거부가 불가능한 역사적 사실의 규모"라고 썼다.[7] 바트 어만은 예수 그리스도의 십자가형이 본티오 빌라도의 명령에 의해 형해졌다는 것이 가장 확실한 요소라고 주장했다.[8] 존 도미니크 크로산과 리차드 G. 와트는 예수 그리스도의 십자가형이 어떤 역사적 사실이 될 수 있을 만큼 확실하다고 주장했다.[9] 폴 R. 에디와 그레고리 A. 보이드는 예수 그리스도의 십자가형의 비기독교성 확인이 이제 "확실"하다고 말했다.[10]
4. ↑  전통적으로, 기독교인은 마리아가 성령에 의해 기적적으로 그녀의 아들을 잉태했다고 믿는다. 이슬람교는 그녀가 하느님의 명령에 의해 기적적으로 그녀의 아들을 잉태했다고 믿는다.

### 참조주
1. ↑  Meier, John P. (1991). 《A Marginal Jew: The roots of the problem and the person》. Yale University Press. 407쪽. ISBN 978-0-300-14018-7.
2. ↑  Rahner 2004, 732쪽.
3. ↑  Sanders 1993, 10–11쪽.
4. ↑  Finegan, Jack (1998). 《Handbook of Biblical Chronology, rev. ed.》. Hendrickson Publishers. 319쪽. ISBN 978-1-56563-143-4.
5. ↑  Brown, Raymond E. (1977). 《The birth of the Messiah: a commentary on the infancy narratives in Matthew and Luke》. Doubleday. 513쪽. ISBN 978-0-385-05907-7.
6. ↑  Humphreys, Colin J.; Waddington, W. G. (1992). “The Jewish Calendar, a Lunar Eclipse and the Date of Christ's Crucifixion” (PDF). 《Tyndale Bulletin》 43 (2): 340. 2018년 9월 30일에 원본 문서 (PDF)에서 보존된 문서. 2015년 5월 24일에 확인함.
7. ↑  Dunn 2003, 339쪽.
8. ↑  Ehrman 1999, 101쪽.
9. ↑  Crossan & Watts 1999, 96쪽.
10. ↑  Eddy & Boyd 2007, 173쪽.
11. 1 2  Vermes, Geza (1981). 《Jesus the Jew: A Historian's Reading of the Gospels》. Philadelphia: First Fortress. 20, 26, 27, 29쪽. ISBN 978-0-8006-1443-0.
12. 1 2  McGrath 2006, 4–6쪽.
13. ↑  Ehrman, Bart D. (2014). 《How Jesus became God: The Exaltation of a Jewish Preacher from Galilee》. HarperOne. ISBN 978-0-06-177818-6.
14. ↑  Ehrman, Bart (2011). 《Forged: writing in the name of God – Why the Bible's Authors Are Not Who We Think They Are》. HarperCollins. 285쪽. ISBN 978-0-06-207863-6.
15. ↑  Burridge, Richard A.; Gould, Graham (2004). 《Jesus Now and Then》. Wm. B. Eerdmans Publishing. 34쪽. ISBN 978-0-8028-0977-3.
16. ↑  Van Voorst 2000, 16쪽.
17. ↑  Powell 1998, 168–73쪽.
18. ↑  Bart D. Ehrman, MDiv, PhD. Historical Jesus. 'Prophet of the New Millennium.' 보관됨 2019-01-23 - 웨이백 머신 Course handbook, p. 10 (Lecture Three. V. B.) The Teaching Company, 2000, Lecture 24
19. ↑  Sanders 1993, 57쪽.
20. ↑  Orr, James, 편집. (1939). “International Standard Bible Encyclopedia Online”. Wm. B. Eerdmans Publishing Company. 2016년 8월 17일에 원본 문서에서 보존된 문서. 2016년 7월 30일에 확인함.
21. 1 2  Sanders 1993, 11쪽.
22. 1 2  Sanders 1993, 11, 14쪽.
23. ↑  Dunn, James D. G. (2013). 《The Oral Gospel Tradition》 (영어). Wm. B. Eerdmans Publishing. 290–291쪽.
24. ↑  〈anno Domini〉. 《Merriam Webster Online Dictionary》. Merriam-Webster. 2003. 2007년 12월 22일에 원본 문서에서 보존된 문서. 2016년 11월 3일에 확인함. Etymology: Medieval Latin, in the year of our Lord.
25. ↑  또는 침례
26. ↑  Dunn, James D.G. (2013). 《The Oral Gospel Tradition》. Wm. B. Eerdmans Publishing. 290–91쪽.
27. ↑  James Orr, 편집. (1939). “International Standard Bible Encyclopedia Online”. Wm. B. Eerdmans Publishing Co.
28. 1 2  Levine 2006, 4쪽.
29. ↑  Charlesworth, James H. (2008). 《The Historical Jesus: An Essential Guide》. 113쪽. ISBN 978-1-4267-2475-6.
30. ↑  Grudem 1994, 568–603쪽.
31. ↑  Wilhelm, Joseph (1911). 〈The Nicene Creed〉. 《The Catholic Encyclopedia》 11. Robert Appleton Company.
32. ↑  “Quran 3:46–158”. May 1, 2015에 원본 문서에서 보존된 문서.
33. ↑  Glassé, Cyril (2008). 《Concise Encyclopedia of Islam》. Rowman & Littlefield. 270–71쪽. ISBN 978-0-7425-6296-7.
34. ↑  Siddiqui, Mona (2013). 《Christians, Muslims, and Jesus》. Yale University Press. ISBN 978-0-300-16970-6.
35. ↑  Morgan, Diane (2010). 《Essential Islam: A Comprehensive Guide to Belief and Practice》. ABC-CLIO. 45–46쪽. ISBN 978-0-313-36025-1.
36. ↑  Jacobs, Joseph; Kohler, Kaufmann; Gottheil, Richard; Krauss, Samuel. “Jesus of Nazareth”. 《Jewish Encyclopedia》.
37. ↑  이은정, 《오스만 제국 시대의 무슬림-기독교인 관계》, 민음사, pp48~49
38. ↑  정확하게는 히브리어를 아람어식으로 발음했고, 이를 그리스어로 옮겼다.
39. 1 2  예수 - 브리태니커 백과사전 (다음백과 미러)
40. ↑  1 Corinthians 11:23–26.
41. ↑  Blomberg 2009, 441–42쪽.
42. ↑  Fahlbusch, Erwin (2005). 《The Encyclopedia of Christianity》 4. Wm. B. Eerdmans Publishing. 53–56쪽. ISBN 978-0-8028-2416-5. 2015년 9월 7일에 원본 문서에서 보존된 문서. 2015년 8월 14일에 확인함.
43. ↑  Evans 2003, 465–77쪽.
44. ↑  사도행전 10:37-38과 19:4
45. ↑  Bruce, Frederick F. (1988). 《The Book of the Acts》. Wm. B. Eerdmans Publishing. 362쪽. ISBN 978-0-8028-2505-6.
46. ↑  Rausch 2003, 77쪽.
47. ↑  Vermes 1981, 20, 26, 27, 29쪽.
48. ↑  also mentioned in 1 Timothy 3:16.
49. ↑  Evans 2003, 521–30쪽.
50. ↑  고전 7:10-11, 9:14, 11:23-25, 2:25, 고후 12:9
51. ↑  Brown 1997, 835–40쪽.
52. ↑  Evans, C. A. (2008). 《Exploring the Origins of the Bible》 (영어). Baker Academic. 154쪽.
53. ↑  Keener 2009, 56쪽.
54. 1 2 3 4  Funk, Hoover & The Jesus Seminar 1993, 3쪽.
55. 1 2 3  May, Herbert G. and Bruce M. Metzger. The New Oxford Annotated Bible with the Apocrypha. 1977. "Mark" pp. 1213–1239.
56. ↑  Cross & Livingstone 2005, John, St..
57. ↑  Roberts, Mark D. (2007). 《Can We Trust the Gospels?: Investigating the Reliability of Matthew, Mark, Luke, and John》. Crossway. 58쪽. ISBN 978-1-4335-1978-9. 2015년 9월 7일에 원본 문서에서 보존된 문서. 2015년 8월 14일에 확인함.
58. 1 2  한국가톨릭대사전 편찬위원회 편, 〈예수 그리스도: I. 사료〉 《한국 가톨릭 대사전》, Vol. 9, 서울: 한국교회사연구소, 1994~2003, pp. 6337~6339, ISBN 89-85215-36-1
59. ↑  Licona 2010, 210–21쪽.
60. ↑  Burridge, R. A. (2006). Gospels. In J. W. Rogerson & Judith M. Lieu (Eds.) The Oxford Handbook of Biblical Studies. Oxford, England: Oxford University Press. p. 433.
61. ↑  Talbert, C. H. (1977). What is a Gospel? The Genre of the Canonical Gospels. Philadelphia, Pennsylvania: Fortress Press.
62. ↑  Wills, L. M. (1997). The Quest of the Historical Gospel: Mark, John and the Origins of the Gospel Genre. London, England: Routledge. p. 10.
63. ↑  Burridge, R. A. (2004). What are the Gospels? A Comparison with Graeco-Roman Biography. revised updated edn. Grand Rapids, Michigan: Eerdmans.
64. ↑  e.g. Vines, M. E. (2002). The Problem of the Markan Genre: The Gospel of Mark and the Jewish Novel. Atlanta, Georgia: Society of Biblical Literature. pp. 161–162.
65. ↑  Stanton, Graham N. (2004). 《Jesus and Gospel》 (영어). Cambridge University Press. 192쪽. ISBN 978-0-521-00802-0. 2020년 2월 26일에 원본 문서에서 보존된 문서. 2017년 8월 22일에 확인함.
66. ↑  Rogerson, J. W.; Lieu, Judith M. (2006). 《The Oxford Handbook of Biblical Studies》 (영어). Oxford University Press. 437쪽. ISBN 978-0-19-925425-5. 2019년 12월 25일에 원본 문서에서 보존된 문서. 2017년 8월 22일에 확인함.
67. ↑  Grudem 1994, 90–91쪽.
68. 1 2  Sanders 1993, 3쪽.
69. ↑  Köstenberger, Kellum & Quarles 2009, 117–25쪽.
70. ↑  Ehrman 1999, 22–23쪽.
71. ↑  Sanders 1993, 71쪽.
72. ↑  Theissen & Merz 1998, 17–62쪽.
73. 1 2  Haffner, Paul (2008). 《New Testament Theology》. Gracewing. 135쪽. ISBN 978-88-902268-0-9.
74. 1 2  Scroggie, W. Graham (1995). 《A Guide to the Gospels》. Kregel Publications. 128쪽. ISBN 978-0-8254-9571-7.
75. ↑  〈synoptic〉. 《옥스퍼드 영어사전》 온라인판. 옥스퍼드 대학교 출판부. (구독 또는 참여 기관 회원가입 필요)
76. ↑  Synoptic Gospels | Definition & Facts - 브리태니커 백과사전
77. ↑  Moloney, Francis J.; Harrington, Daniel J. (1998). 《The Gospel of John》. Liturgical Press. 3쪽. ISBN 978-0-8146-5806-2.
78. ↑  Witherington 1997, 113쪽.
79. ↑  Ladd, George E. (1993). 《A Theology of the New Testament》. Wm. B. Eerdmans Publishing. 251쪽. ISBN 978-0-8028-0680-2. 2015년 9월 7일에 원본 문서에서 보존된 문서. 2015년 8월 14일에 확인함.
80. 1 2 3 4  Thompson, Frank Charles. The Thompson Chain-Reference Bible. Kirk Bride Bible Company & Zondervan Bible Publishers. 1983. pp. 1563–1564.
81. ↑  May, Herbert G. and Bruce M. Metzger. The New Oxford Annotated Bible with the Apocrypha. 1977. "Matthew" pp. 1171–1212.
82. 1 2  May, Herbert G. and Bruce M. Metzger. The New Oxford Annotated Bible with the Apocrypha. 1977. "Luke" pp. 1240–1285.
83. ↑  May, Herbert G. and Bruce M. Metzger. The New Oxford Annotated Bible with the Apocrypha. 1977. "John" pp. 1286–1318.
84. ↑  Harris 1985, 302–10쪽.
85. 1 2  Rahner 2004, 730–31쪽.
86. ↑  O'Collins, Gerald (2009). 《Christology: A Biblical, Historical, and Systematic Study of Jesus》 (영어). Oxford, England: Oxford University Press. 1–3쪽. ISBN 978-0-19-955787-5.
87. ↑  《복음서신학》/김득중 지음/컨콜디아
88. 1 2  Wiarda, Timothy (2010). 《Interpreting Gospel Narratives: Scenes, People, and Theology》. B&H Publishing Group. 75–78쪽. ISBN 978-0-8054-4843-6.
89. ↑  이영호, 〈공관복음의 기원〉, 《敎授論叢》, Vol. 10, 군포: 한세대학교, 1997, p. 53.
90. 1 2  學園出版公社 事典編纂局 편, 〈예수그리스도〉, 《學園世界大百科事典》, Vol. 21, 서울: 學園出版公社, 1993, 496~498쪽.
91. ↑  Turner, David L. (2008). 《Matthew》. Baker Academic. 613쪽. ISBN 978-0-8010-2684-3.
92. ↑  뉴 샤프·헤르초크 종교학 백과사전 (The New Schaff-Herzog Encyclopedia of Religious Knowledge) 1957년, 9권, 375, 376면
93. ↑  라틴어 비문 전집, T. 몸젠, O. 히에슈펠트, A. 도마셰프스키 공편, 1902년, 3권, 1222면, 6687호.
94. ↑  요하네스 케플러는 이러한 행성의 합(合)이 초신성을 생성하며, 당시에도 그러한 초신성이 있었다고 추측하였다. 하지만, 행성의 합과 초신성은 관련이 없으며, 실제로 당시 두 행성 사이에는 상당한 거리가 있었음이 밝혀졌다.
95. ↑  복음교회 목사이자 기독교 동화작가인 임의진 목사는 시골인 갈릴래아에서 자란 예수의 소박한 지혜에 도시에서 활동하는 율법학자들이 감탄했다는 신학적인 상상을 하였다. 《어깨춤 아저씨가 들려주는 예수 동화 1》/임의진 지음/파랑새어린이
96. ↑  요한 1:23, 29
97. ↑  루가 3:22
98. ↑  세례가 아니라 세례를 구분하여야 한다는 주장도 있다. 세례는 흔히 기독교 예배학에서 관수례, 살수례, 침수례로 구분하며 예식의 차이로 본다. 그러나 이를 반대하는 일부 주장은 '물로 씻다'를 의미하는 헬라어 '밥티조'를 구분하여 씻는 의미인 물로만 뿌리거나 붓는 세례가 아닌 완전히 물에 잠기는 세례인 침례가 정확한 구원에 필요한 의식임을 암시한다고 주장한다. 그리스도는 침례를 받기 위해서 물속으로 들어갔으며 침례를 받은 후 물속에서 나왔다고 주장하며 침례를 사용해야 한다고 주장한다. 한국어와 달리 영어를 포함하는 유럽 언어에서는 침례와 세례를 구분하는 단어는 없다.
99. ↑  마태오 복음서 4장
100. ↑  《메시야 예수》/도널드 거스리 지음/아가페
101. ↑  민중신학자 안병무는 그의 저서 《역사와 해석》(안병무 지음, 대한기독교출판사)에서 예수가 설명한 가난한 사람(Ptochos)은 경제적으로 가난한 사람을 뜻하지, 마태가 해석한 것처럼 마음의 가난을 말하는게 아니라고 하였다. 《역사와 해석》-새로운 개벽:신약,예수의 사건 2.예수와 민중/ 안병무 지음 /대한기독교출판사 p.174
102. ↑  가난한 자들의 복음서라고 불리는 루가복음에는 '가난한 자는 행복하다. 하느님 나라는 그들의 것이다.'라고 되어 있고, 마태오 복음에는 마음이 가난한 자는 행복하다고 되어 있다. 이에 대해 신약성경학자 김득중은 《주요 주제를 통해서 본 복음서들의 신학》(한들출판사)에서 루가교회 교우들은 가난한 농촌교회 신자들이었던 것에 반해 마태오교회 교우들은 부유했기 때문으로 해석했다. 즉, 마태오가 루가의 복음서 내용을 사목(목회)적인 필요에 따라서 수정한 것으로 해석한 것이다.
103. ↑  예수와 열두 사도들
104. ↑  이방인들의 땅
105. ↑  헬라어 레기온의 번역. 팍스 로마나의 유지를 위해 철저하게 훈련되어 살인마로 돌변할 수 있는 로마 제국의 군대를 뜻한다. 마르코 복음서에서 레기온을 인간의 정신을 파괴하고 돼지들과 어울리다가 몰락할 자들이라고 비판한 것은 로마제국의 폭력에 대한 민중들의 분노를 상징적으로 말해준다.
106. ↑  마태 20:17-19, 루가 18:31, 마르 10:32
107. ↑  《우리가 모르는 것들, 성경에는 있다.》/오경준 지음/홍성사
108. ↑  기독교에서는 그리스도의 예루살렘 입성을 그리스도께서 평화의 왕으로써 예루살렘에 입성한 사건으로 해석하여, 성지주일(종려주일)을 지킨다.
109. ↑  마태 26:26-28
110. ↑  그래서 '바라빠'라는 이름의 흉악범이 언급되고 빌라도는 예수와 바라빠 중에 한명을 석방한다는 내용으로 흘러갔다. 여기서 민중들은 바라빠를 석방해야 한다고 발언하여 바라빠가 석방되고 예수는 십자가에 못박힌다고 되어 있다.
111. ↑  이 부분은 리 스트로벨, 《예수의 사건》p. 109 인용
112. ↑  하지만 예수와 같이 십자가형으로 죽은 자들의 죄목이 강도였는가에 대해서는 이견이 있다. 실제로 가톨릭 작가인 엔도 슈사쿠는 《예수의 생애》에서 예수의 양옆에서 처형 당한 사형수들이 로마제국에 반대하는 정치범이었을 것으로 보았다.
113. ↑  루가 복음서 23:34 공동번역성서
114. ↑  루가 복음서 23:43 공동번역성서
115. ↑  요한 복음서 19:26-27 공동번역성서
116. ↑  마태오 복음서 27:46 공동번역성서
117. ↑  요한 복음서 19:28 공동번역성서
118. ↑  요한 복음서 19:30 공동번역성서
119. ↑  루가 복음서 23:46 공동번역성서
120. ↑  《타르수스의 바오로》/박태식 지음/생활성서
121. ↑  《미래에서 온 기독교》/정강길 지음/에클레시안
122. ↑  《대통령 예수》/셰인 클레이본 외 같이 씀/정석묵 옮김/살림, 《손으로 읽는 신약성서》/김학철 지음/크리스천 다이제스트, 《예수와 제국》/리처드 호슬리 지음/김준우 옮김/한국기독교연구소
123. ↑  《가이사와 그리스도》/김세윤 지음/두란노 아카데미
124. ↑  《예수와 제국》/리처드 호슬리 지음/김준우 옮김/한국기독교연구소